# Biserica fortificată din Zagăr

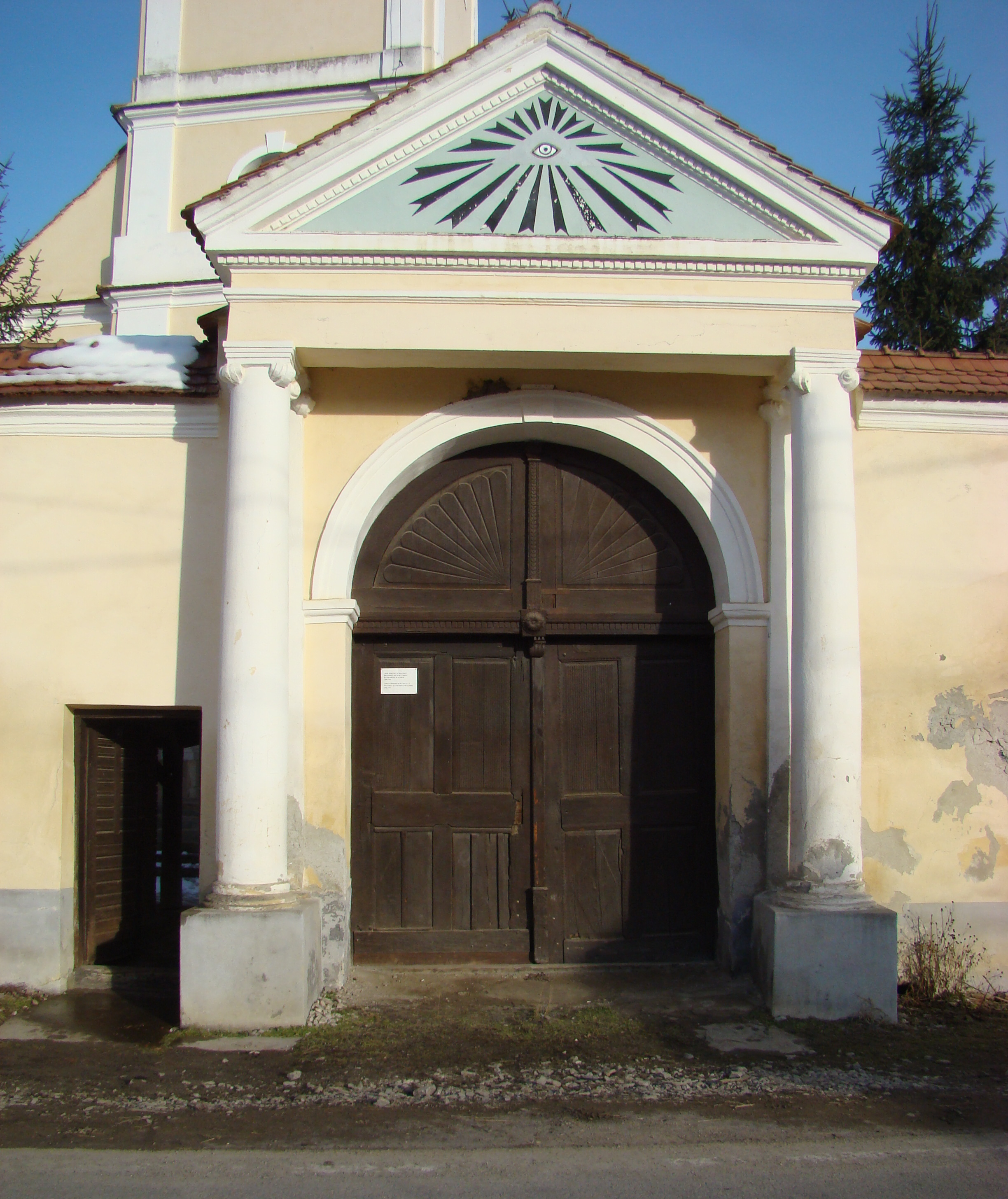
Portalul prin care se face accesul în cetate, cu pinion clasicist, flancat de coloane

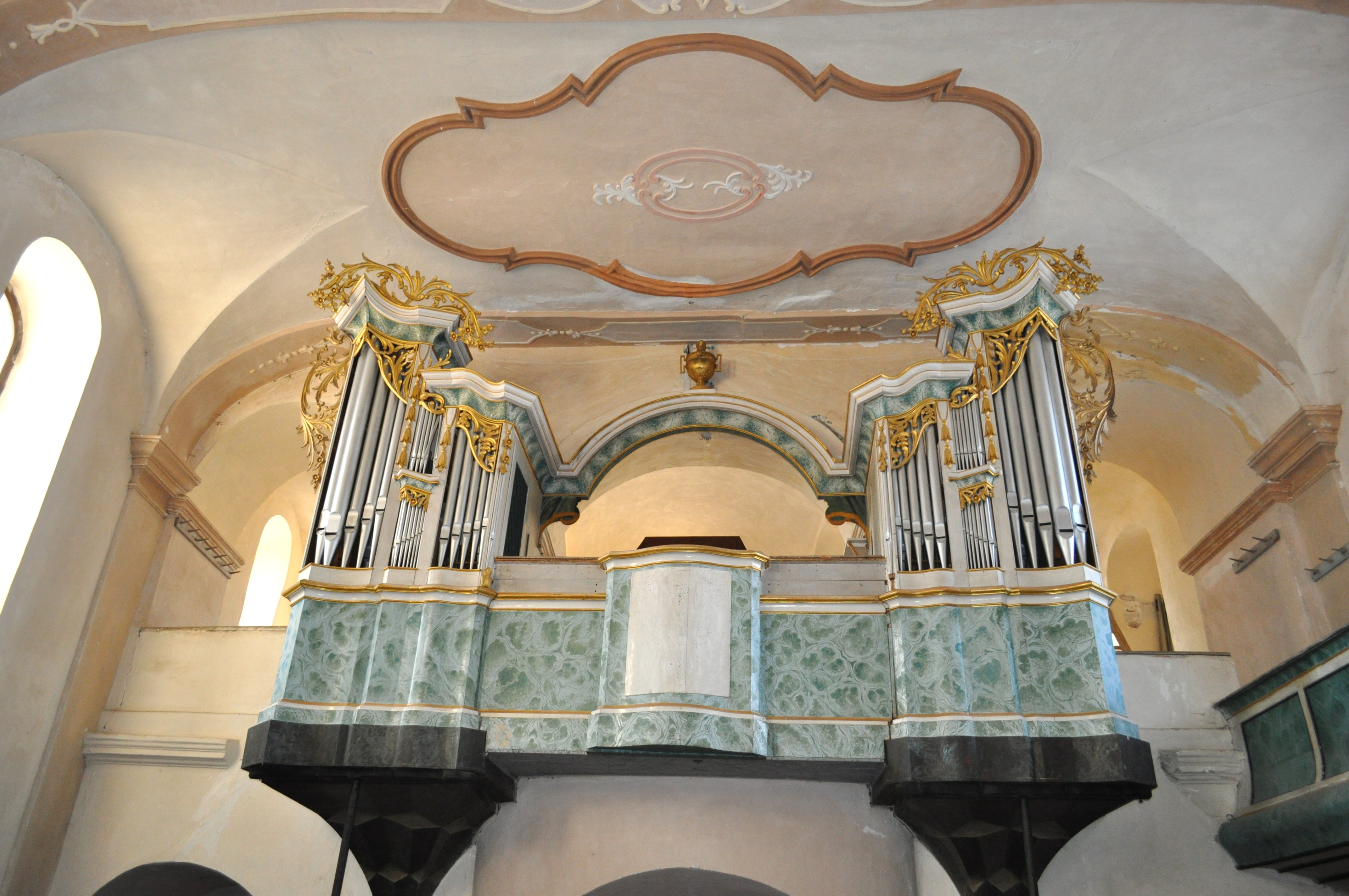
Orga ce datează din 1804

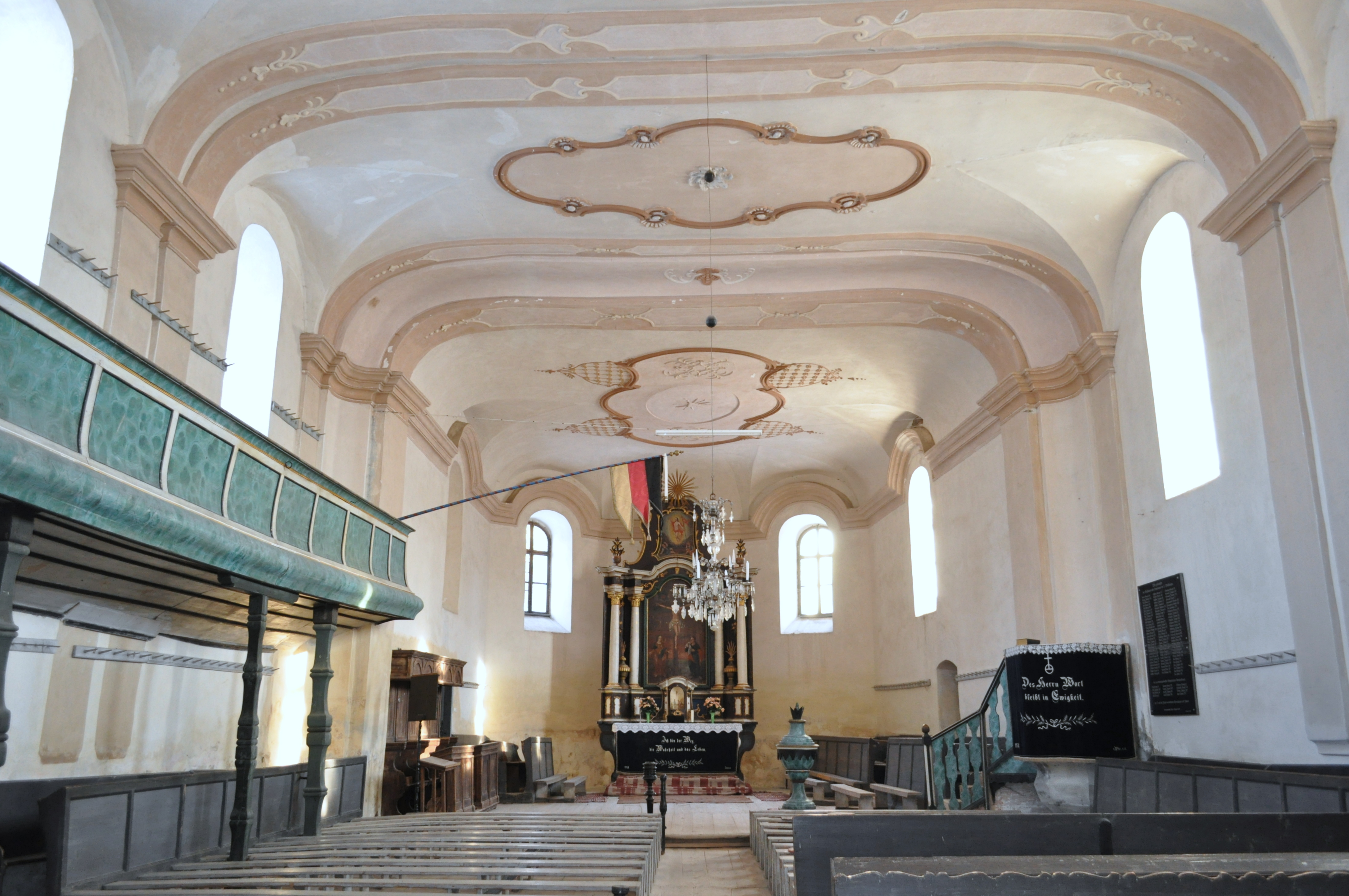
Nava spre altar

Biserica evanghelică fortificată din Zagăr este un ansamblu de monumente istorice aflat pe teritoriul satului Zagăr, comuna Zagăr. În Repertoriul Arheologic Național, monumentul apare cu codul 120352.01.
Ansamblul este format din două monumente:
- Biserica evanghelică (cod LMI MS-II-m-A-16070.01)
- Incinta fortificată cu turnurile și bastionul (cod LMI MS-II-m-A-16070.02)

## Localitatea
Zagăr, mai demult Zagar (în maghiară Zágor, în germană Rode, Roden, Roth) este satul de reședință al comunei cu același nume din județul Mureș, Transilvania, România. Localitatea se află la nord de Dumbrăveni. În Evul Mediu era un sat de iobagi pe pământul Comitatului. Prima mențiune documentară a localității datează din anul 1412.

## Biserica
Cetatea bisericească este situată la est de strada principală, în partea centrală a satului. Biserica a fost construită între anii 1783-1784; în curtea înconjurătoare se mai află spații de depozitare deschise. Sala este simplă, sprijinită de contraforturi, având un cor cu închidere poligonală mai îngust decât lățimea sălii. Biserica este înconjurată de un zid de incintă, cu laturi aproximativ drepte, întărit la colțuri cu două turnuri.

## Vezi și
- Zagăr, Mureș

## Imagini din exterior

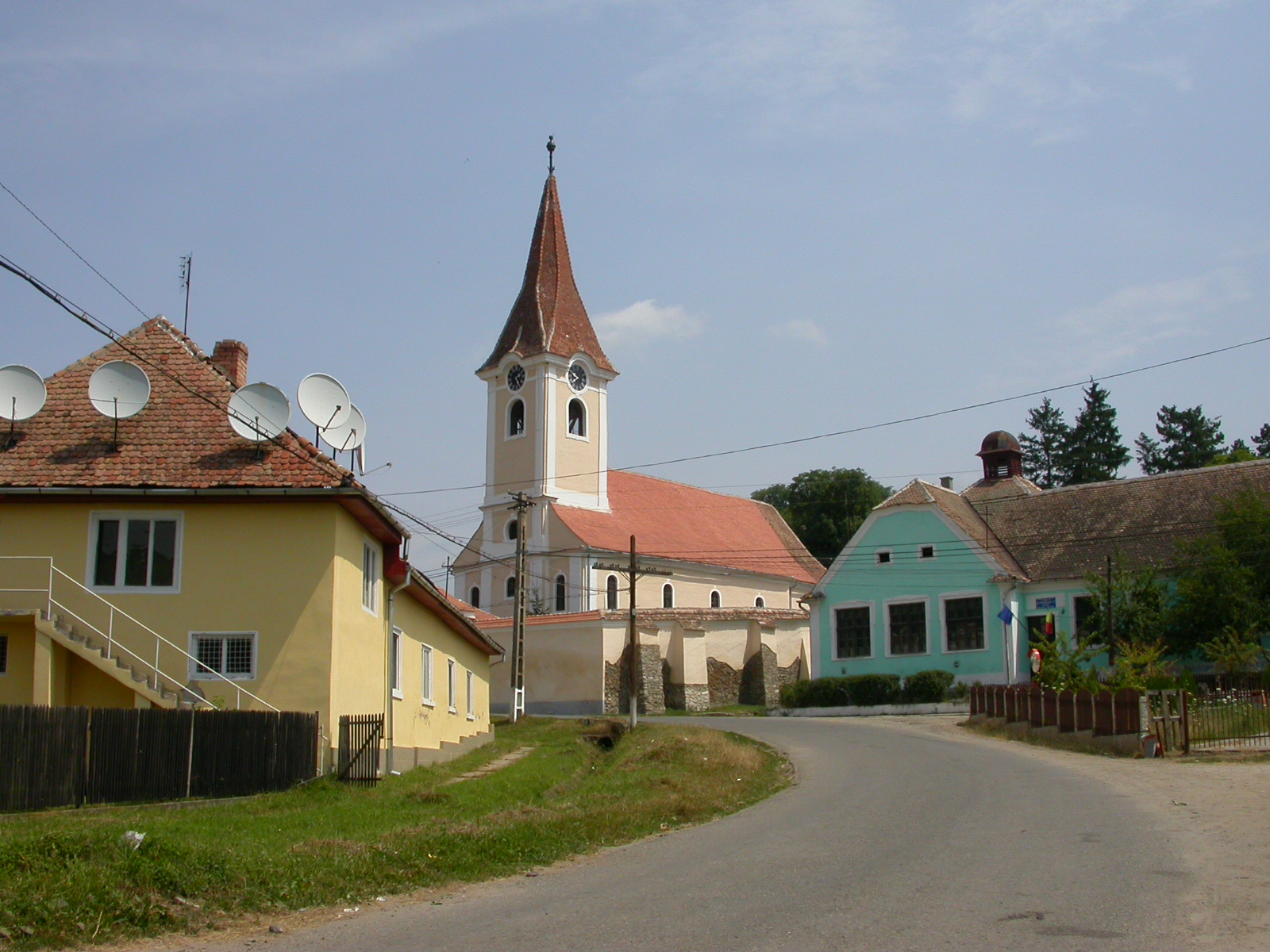
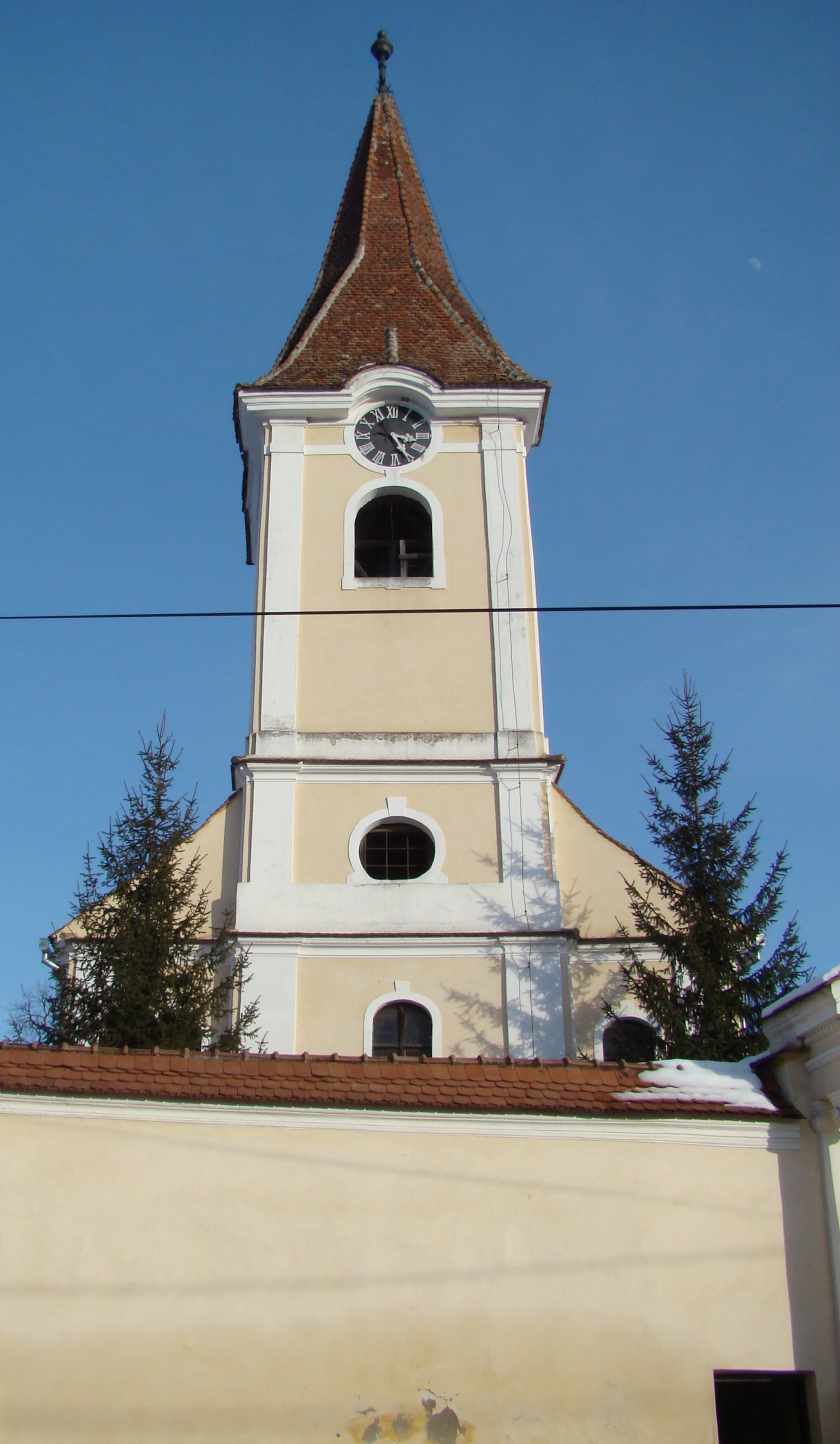
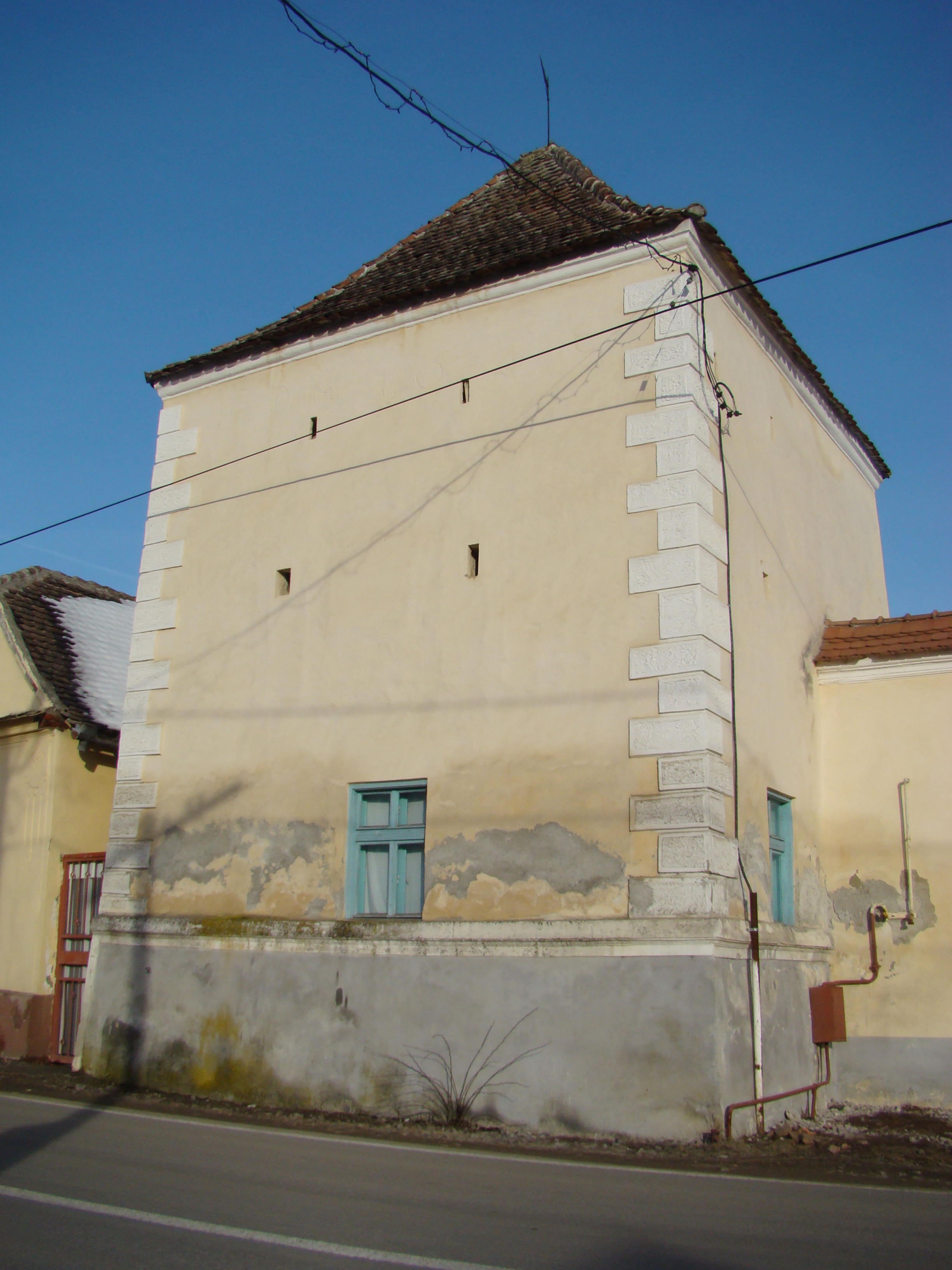
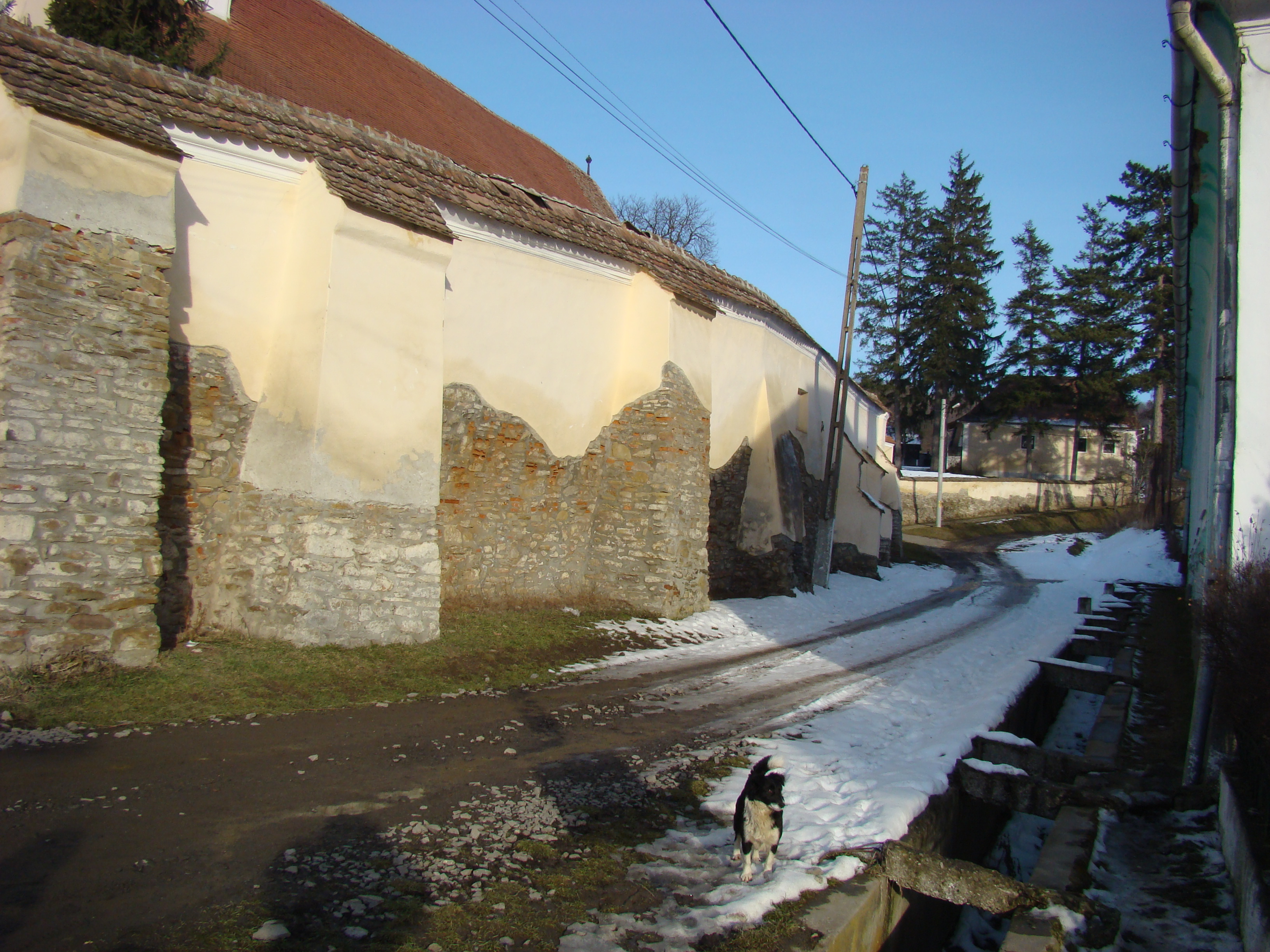
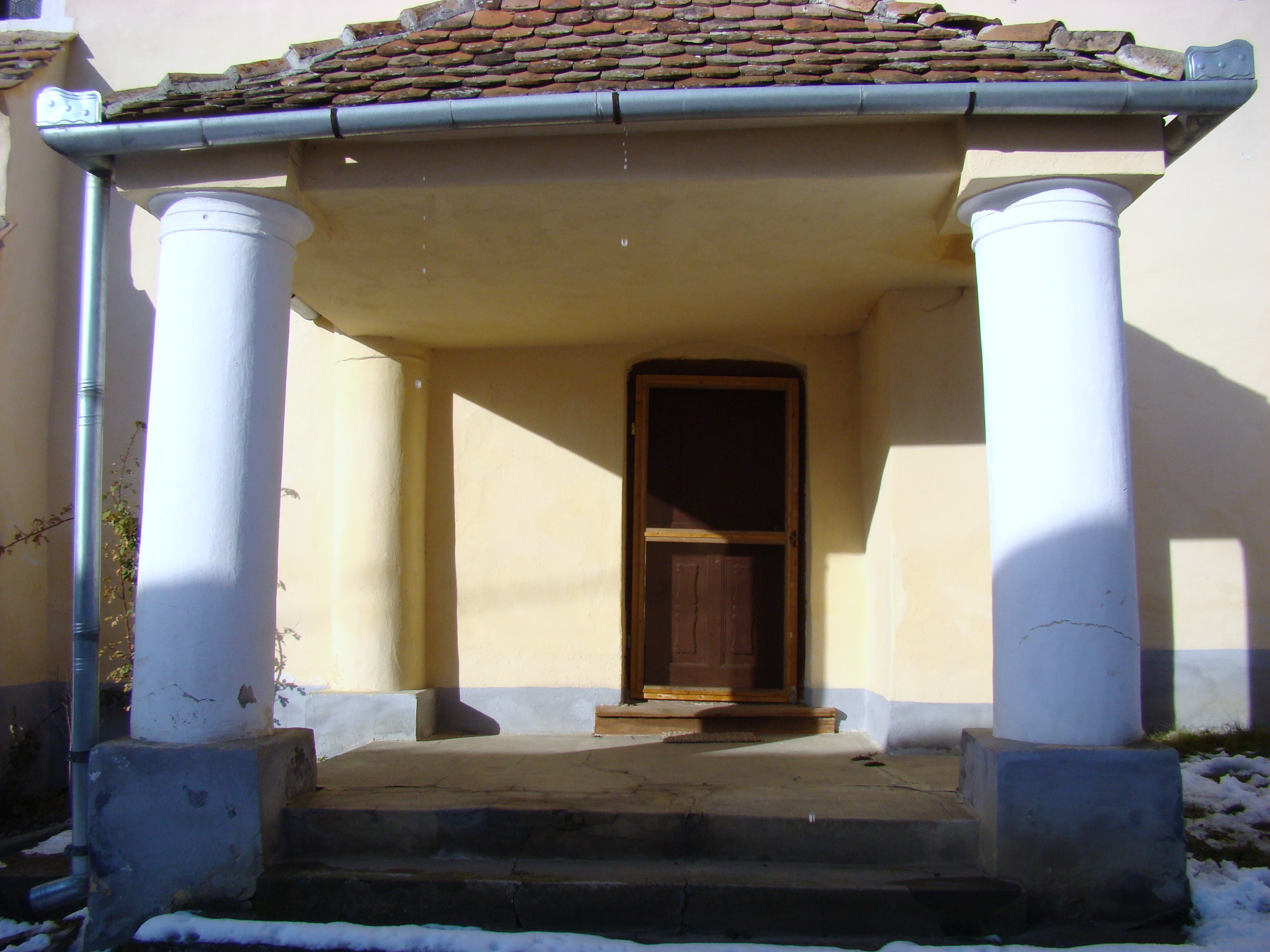
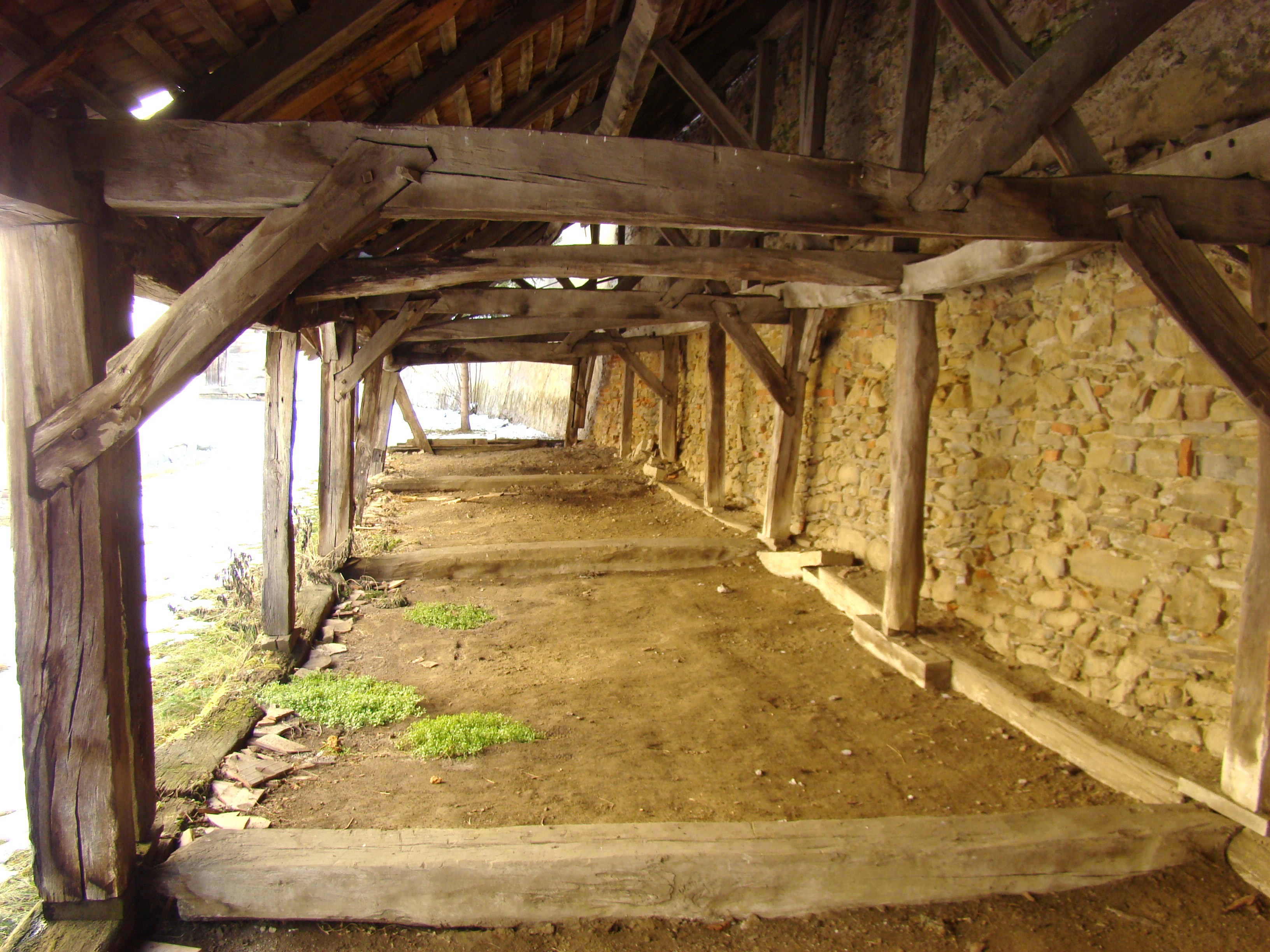
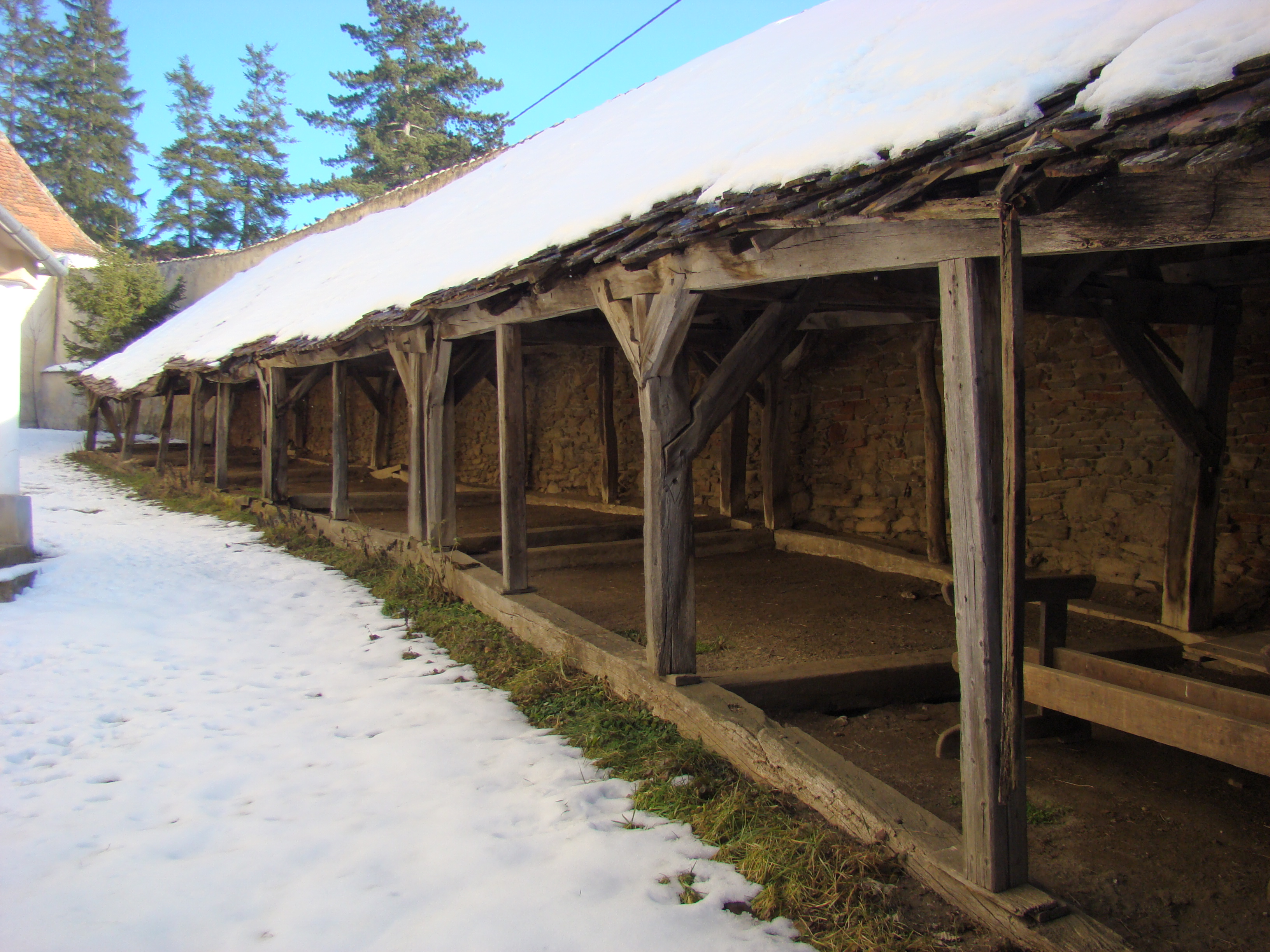
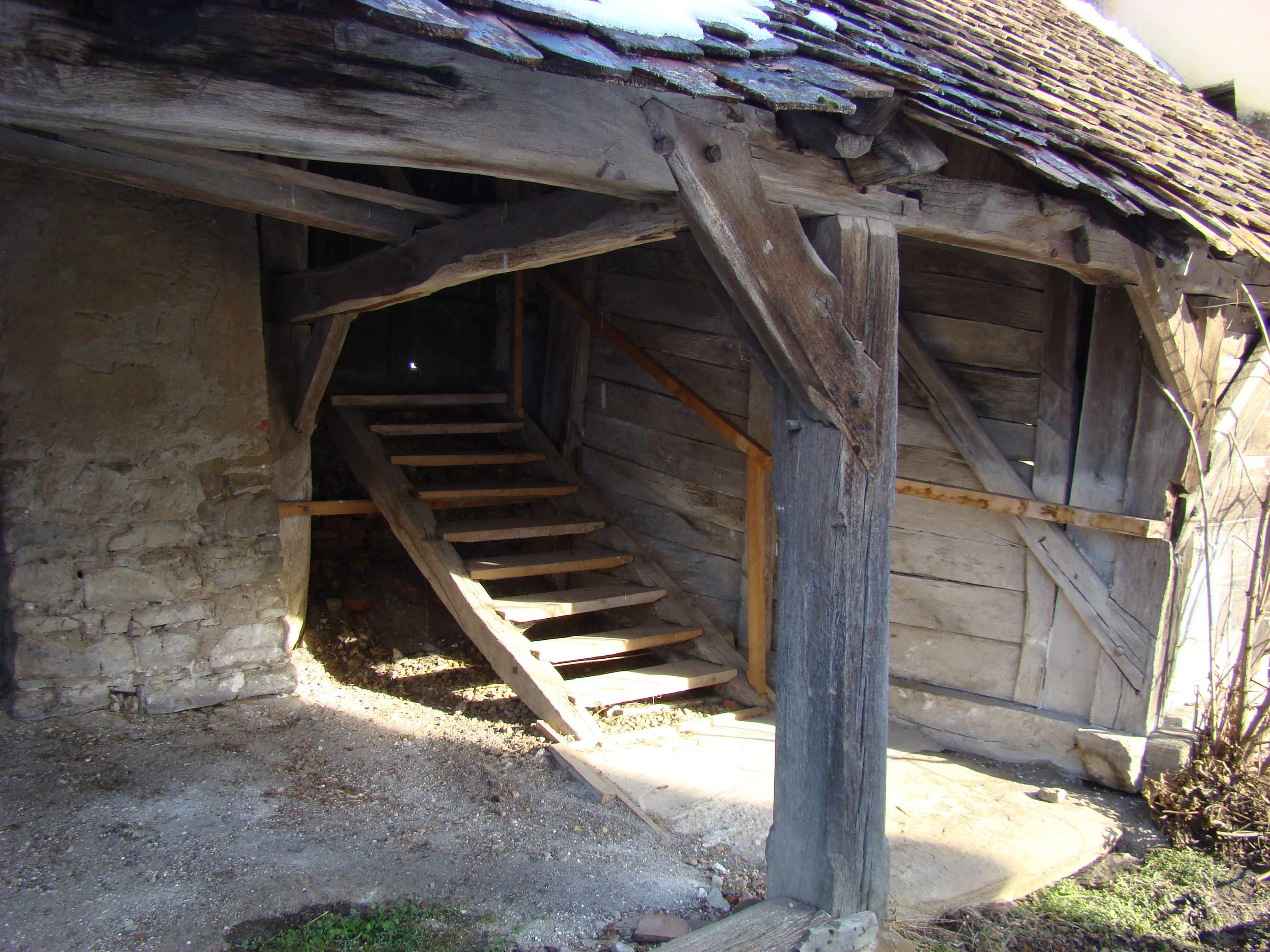
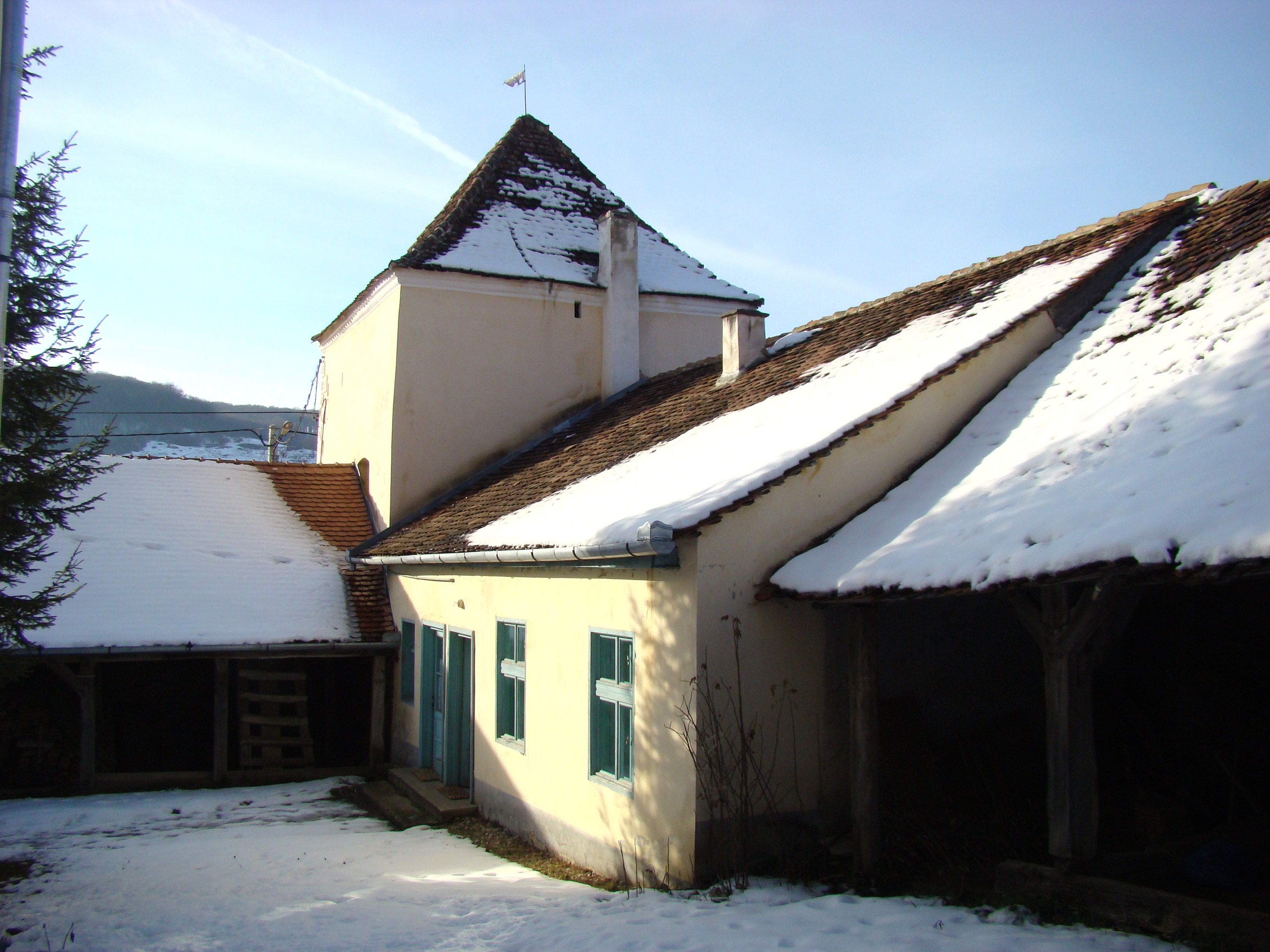
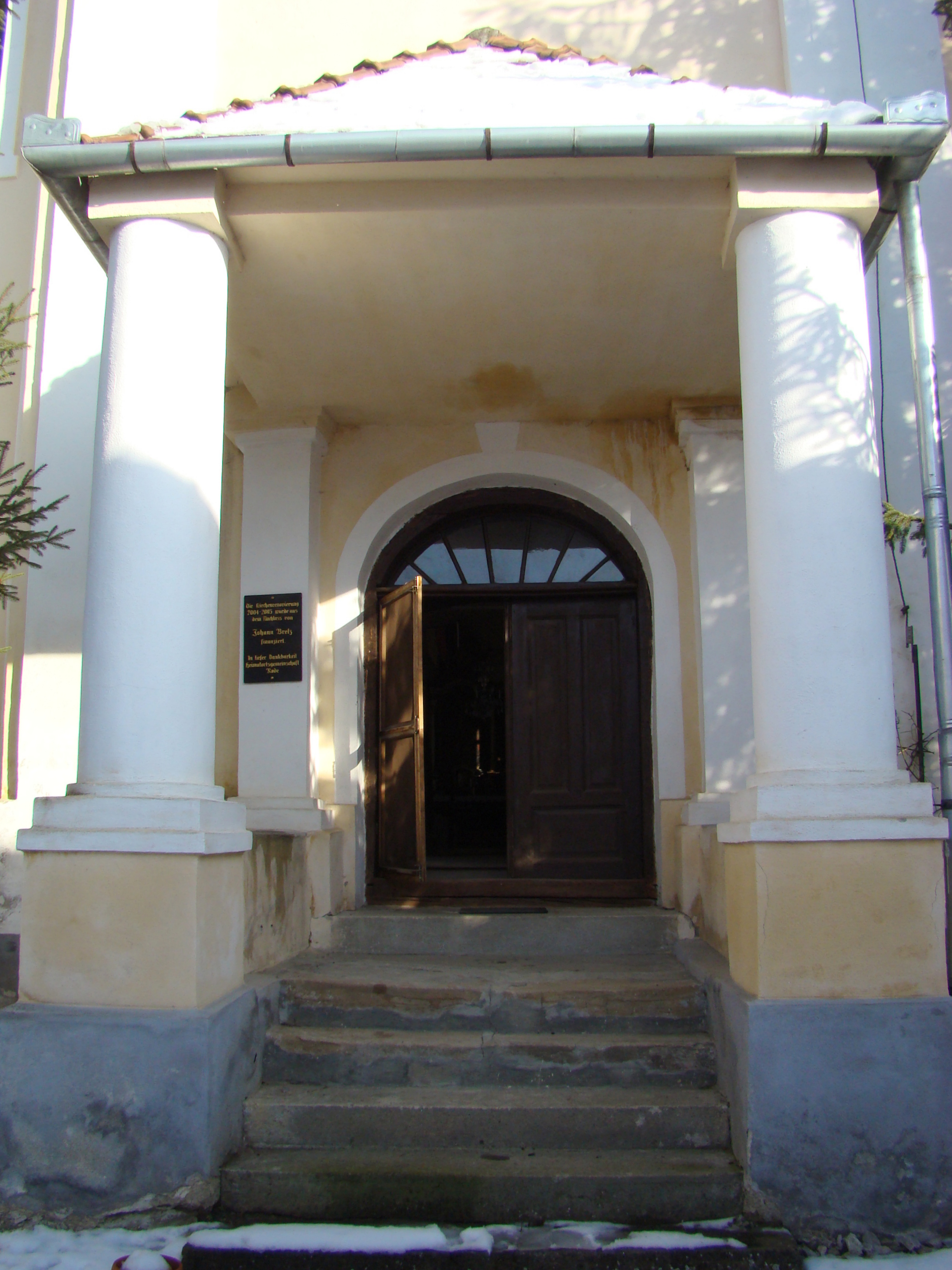
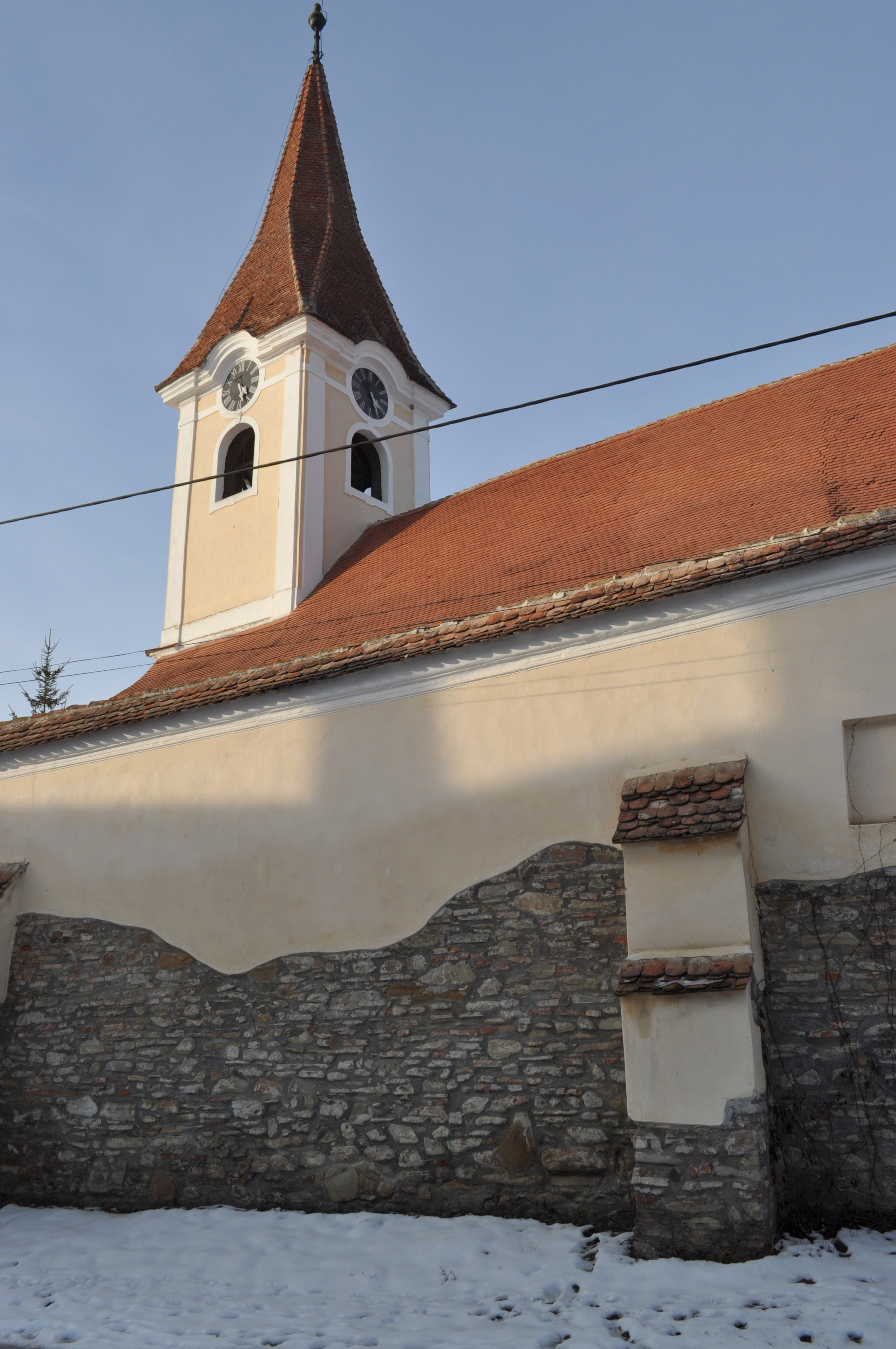
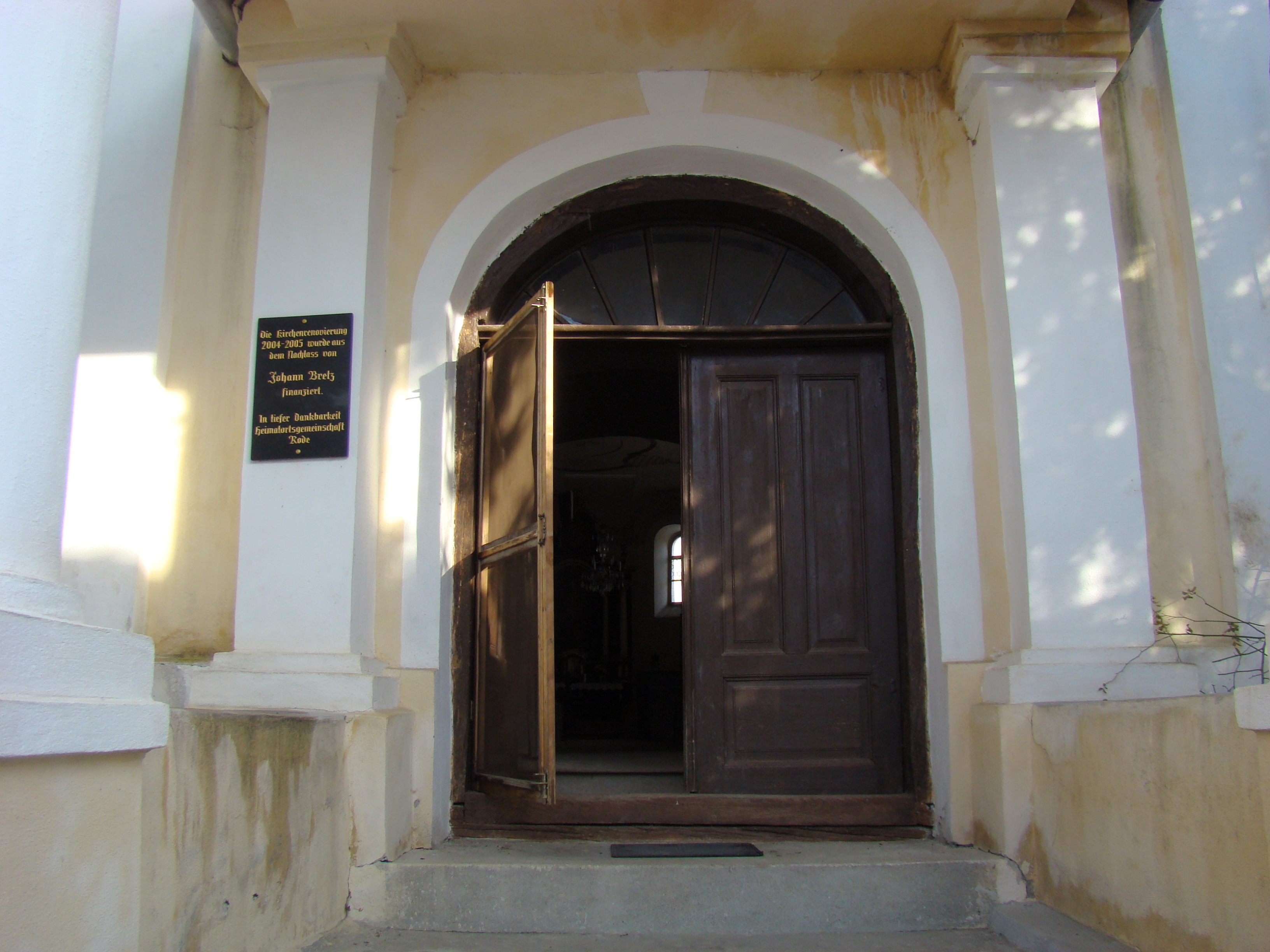
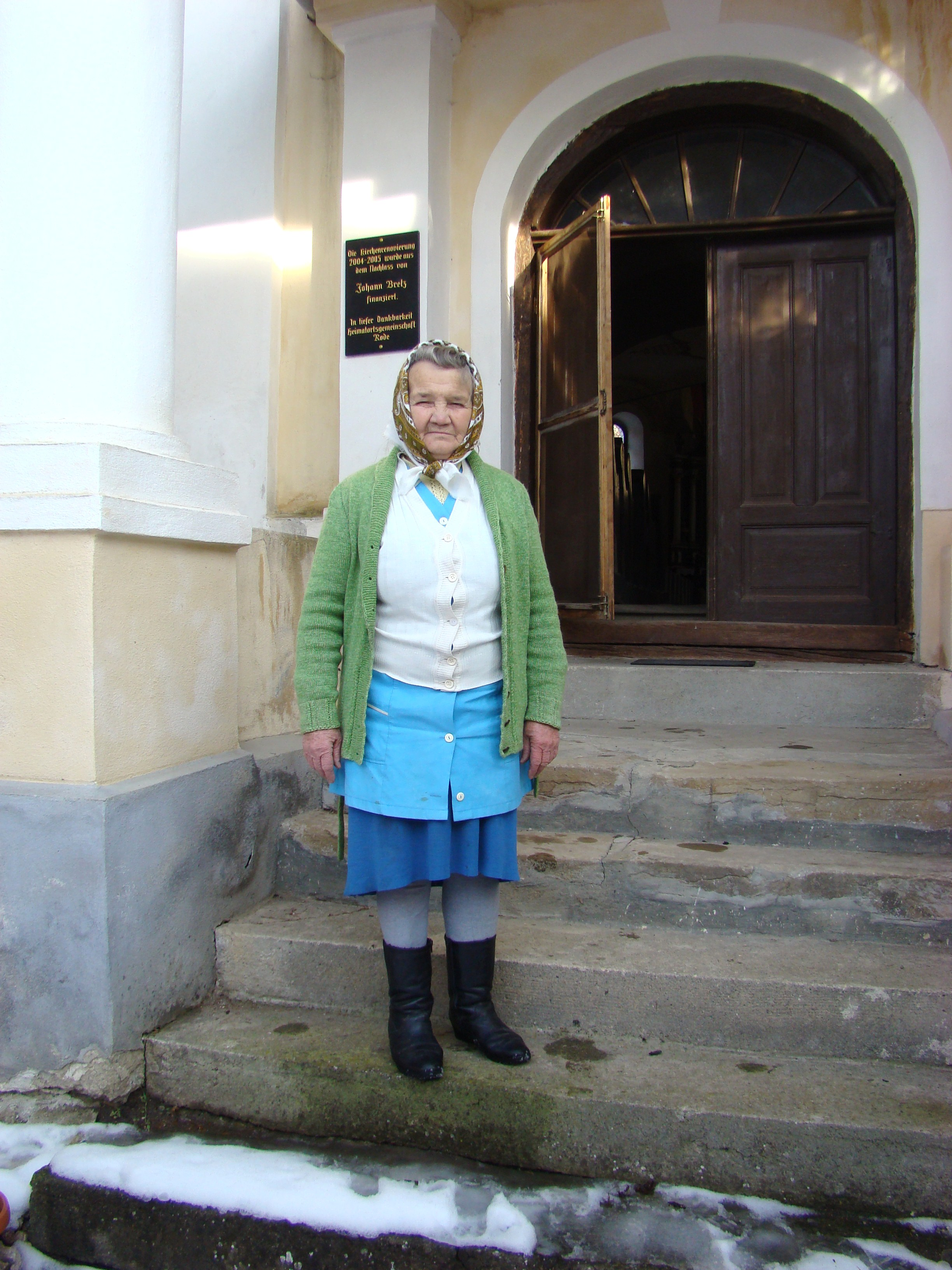
Curatorul bisericii evanghelice din Zagăr: Katarina Wagner
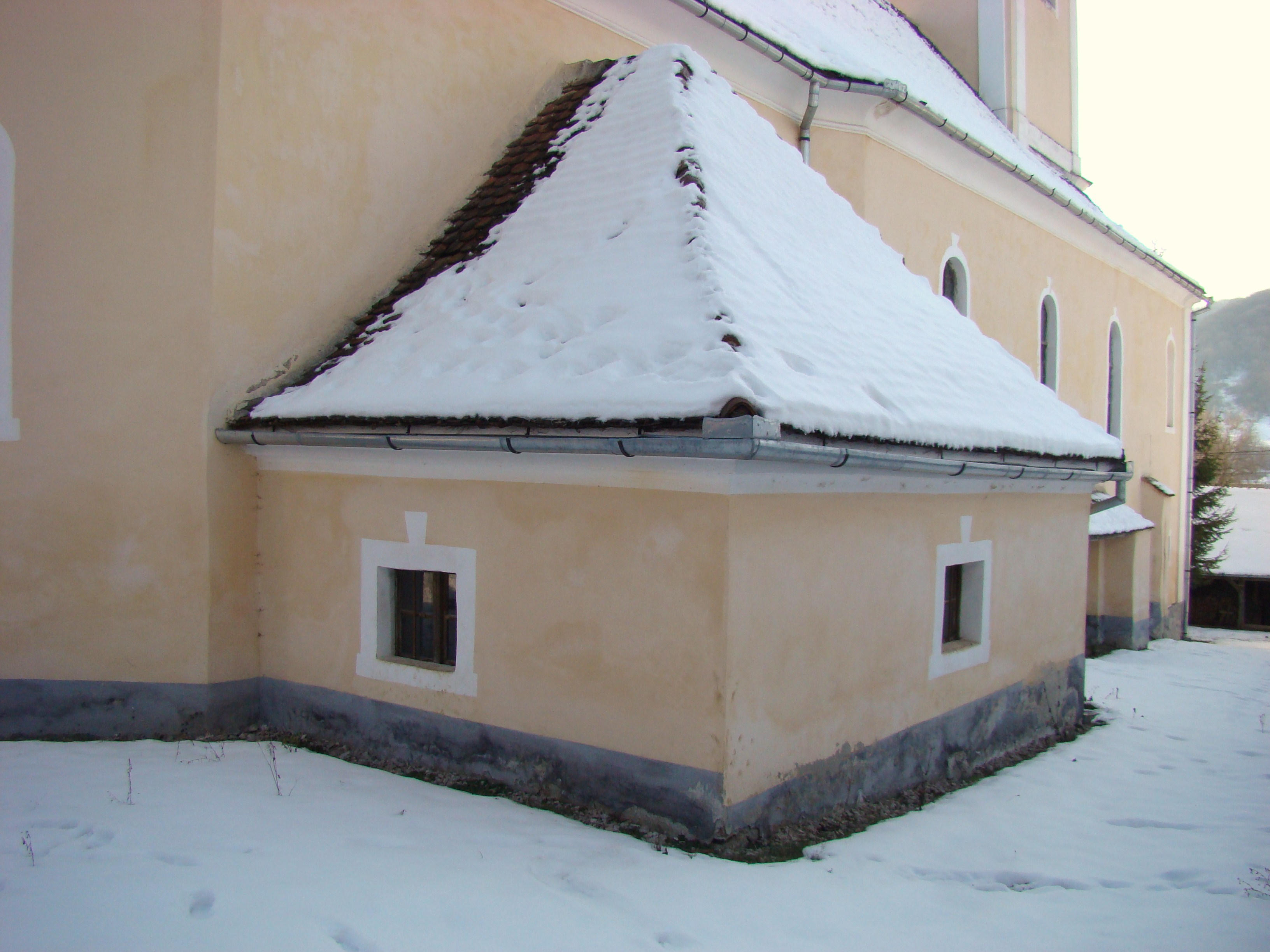
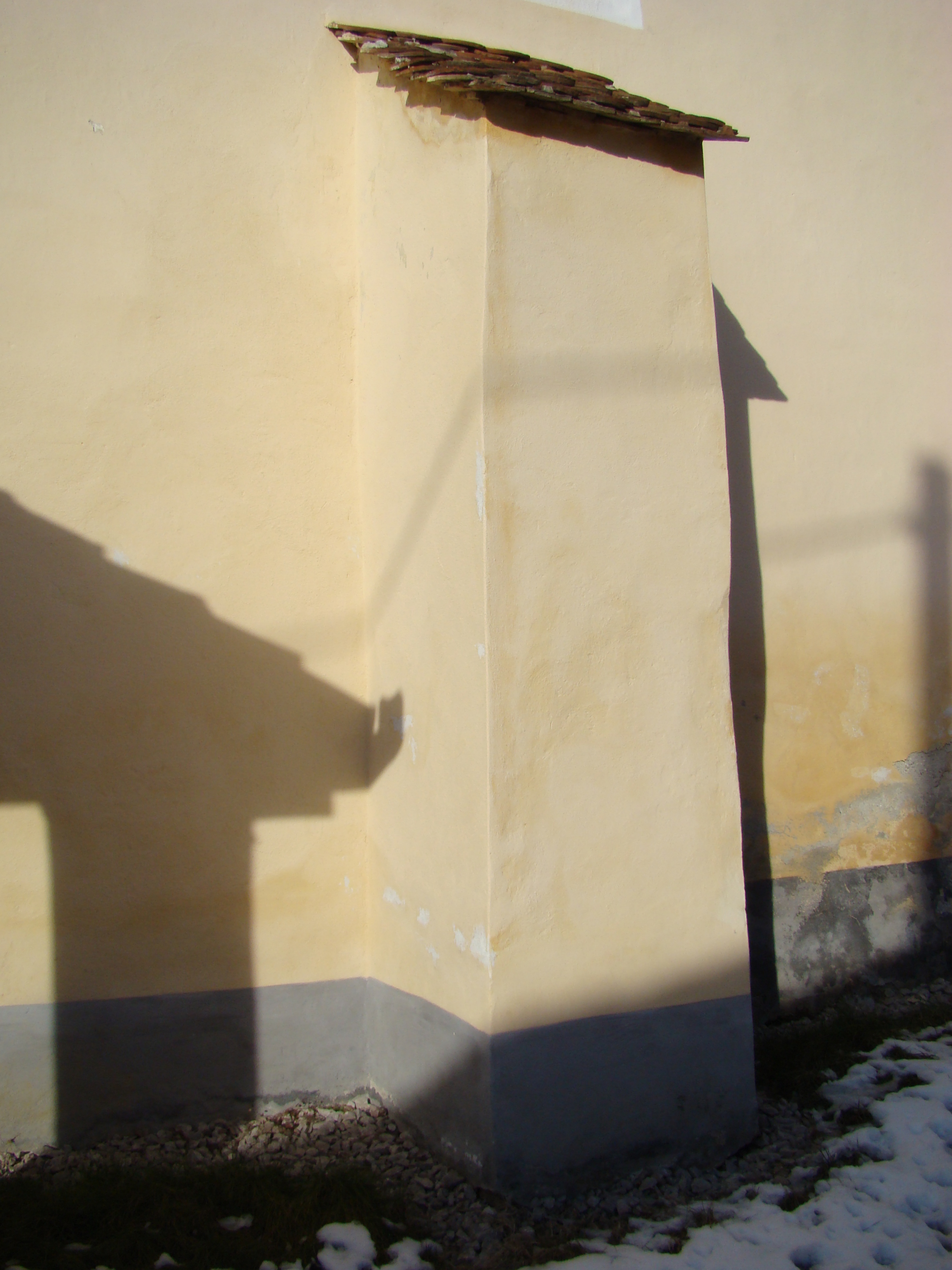
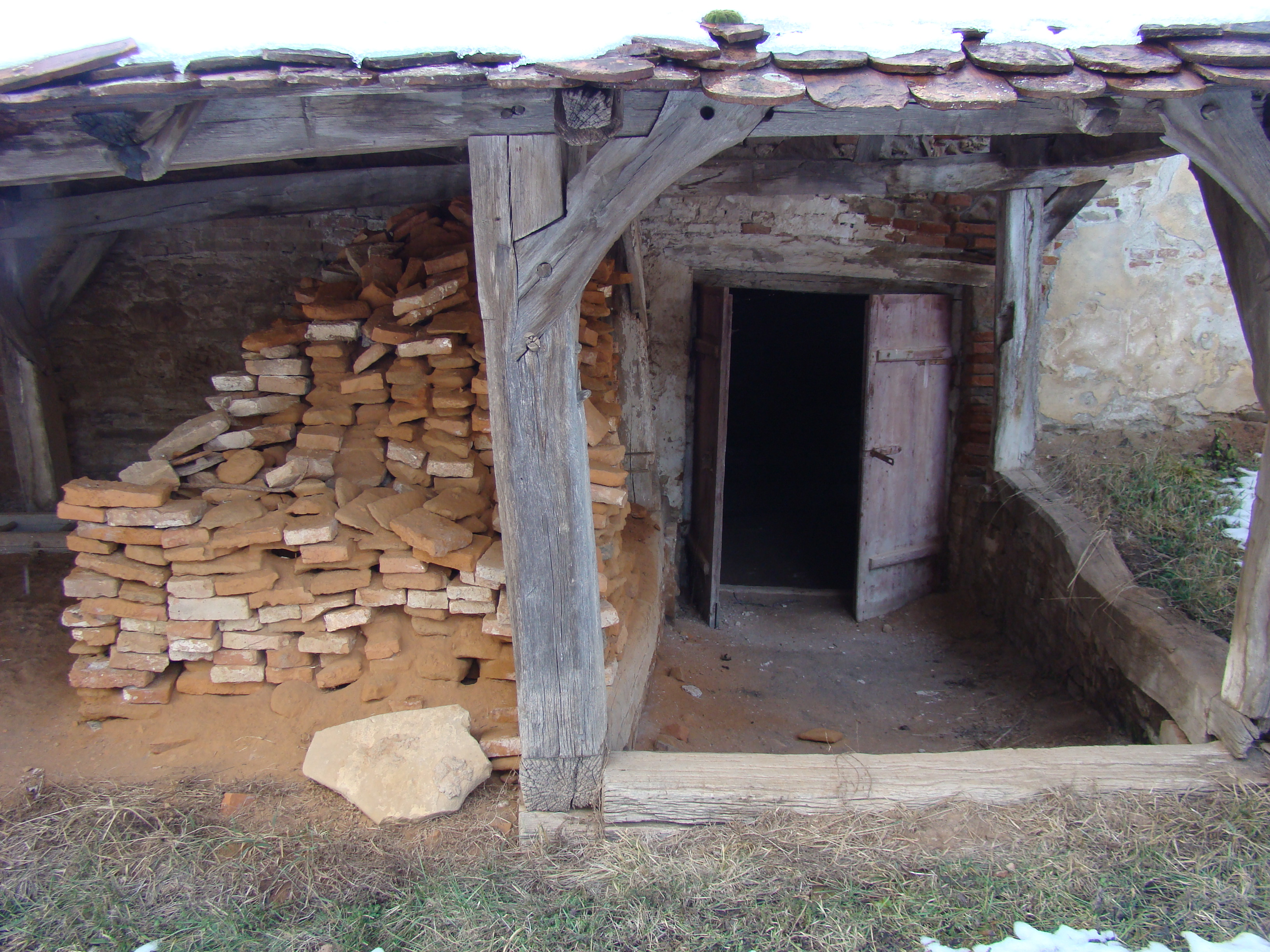

## Imagini din interior

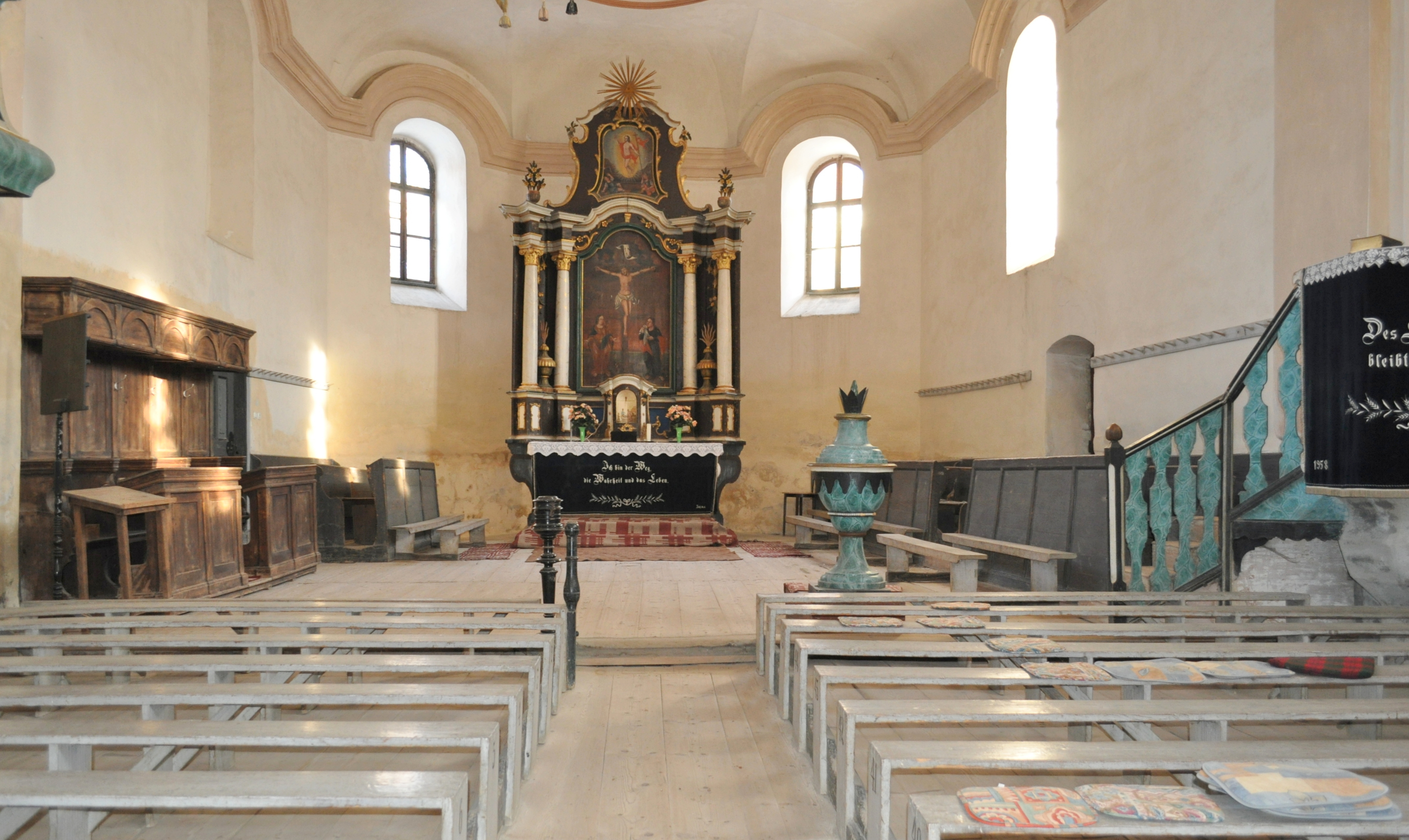
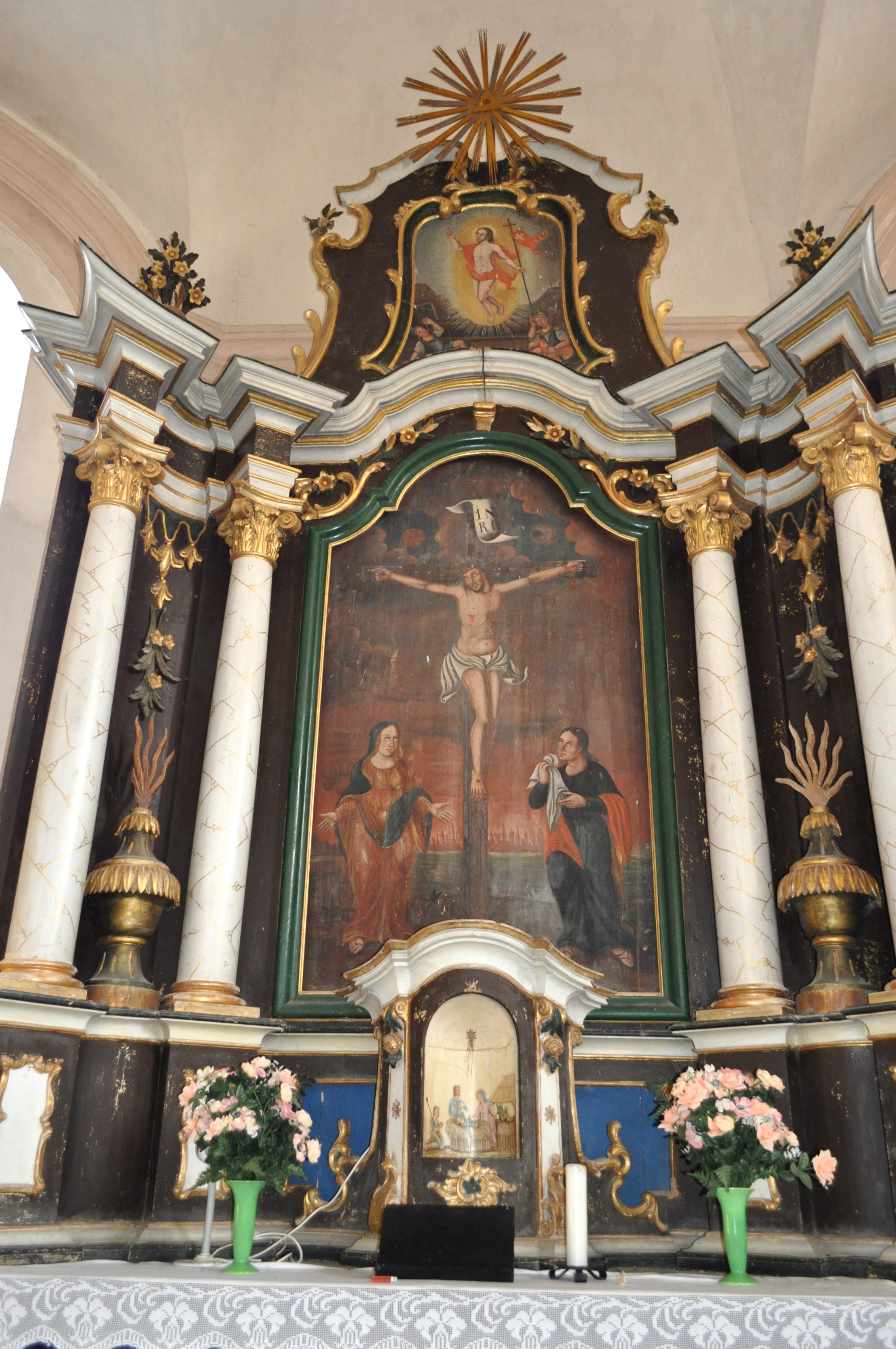
Altarul baroc, datat 1791, realizat de Daniel Petersberger din Mediaș
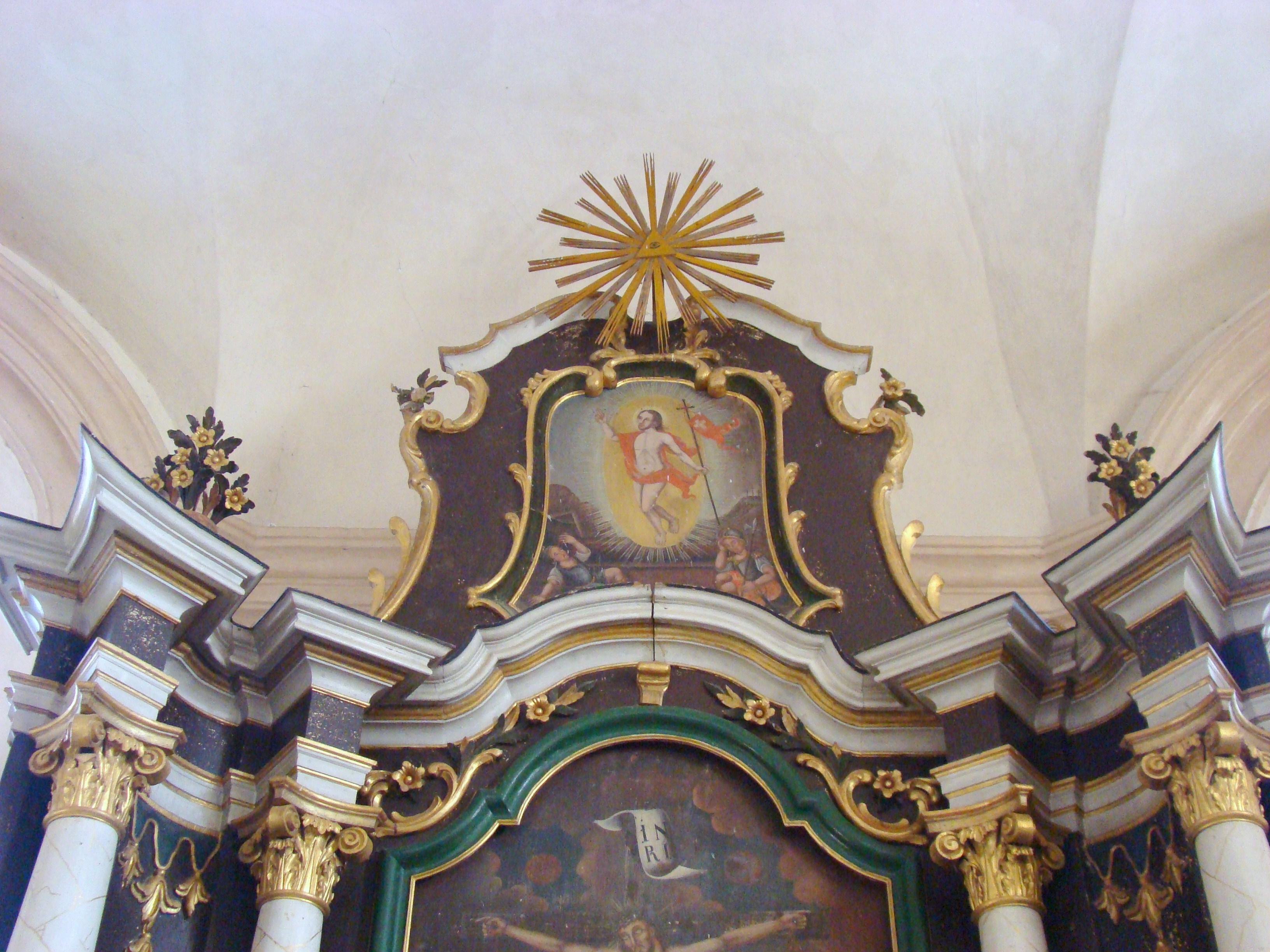
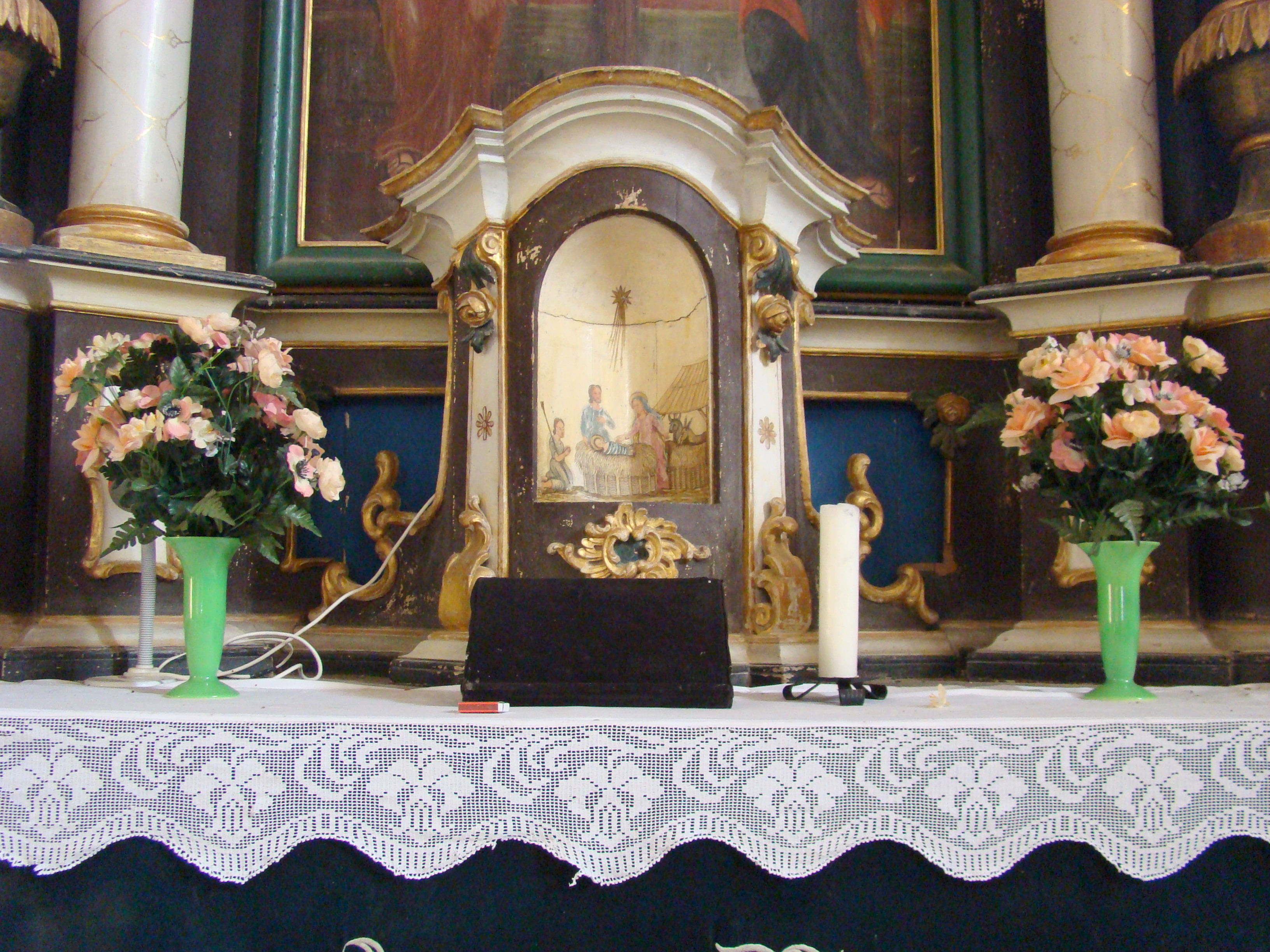
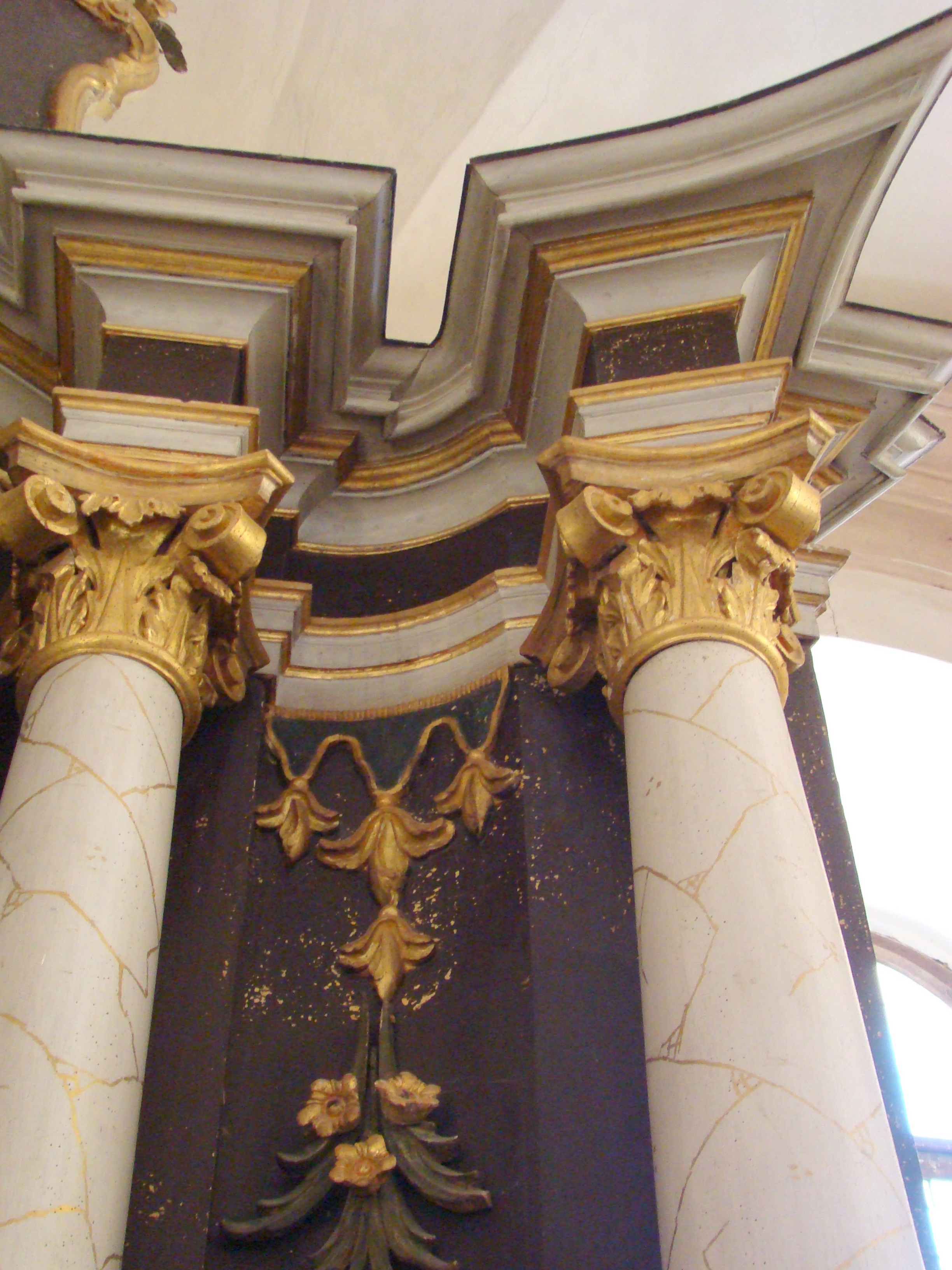
Tabloul principal al altarului este flancat de coloane corintice sub care se află un tabernacol
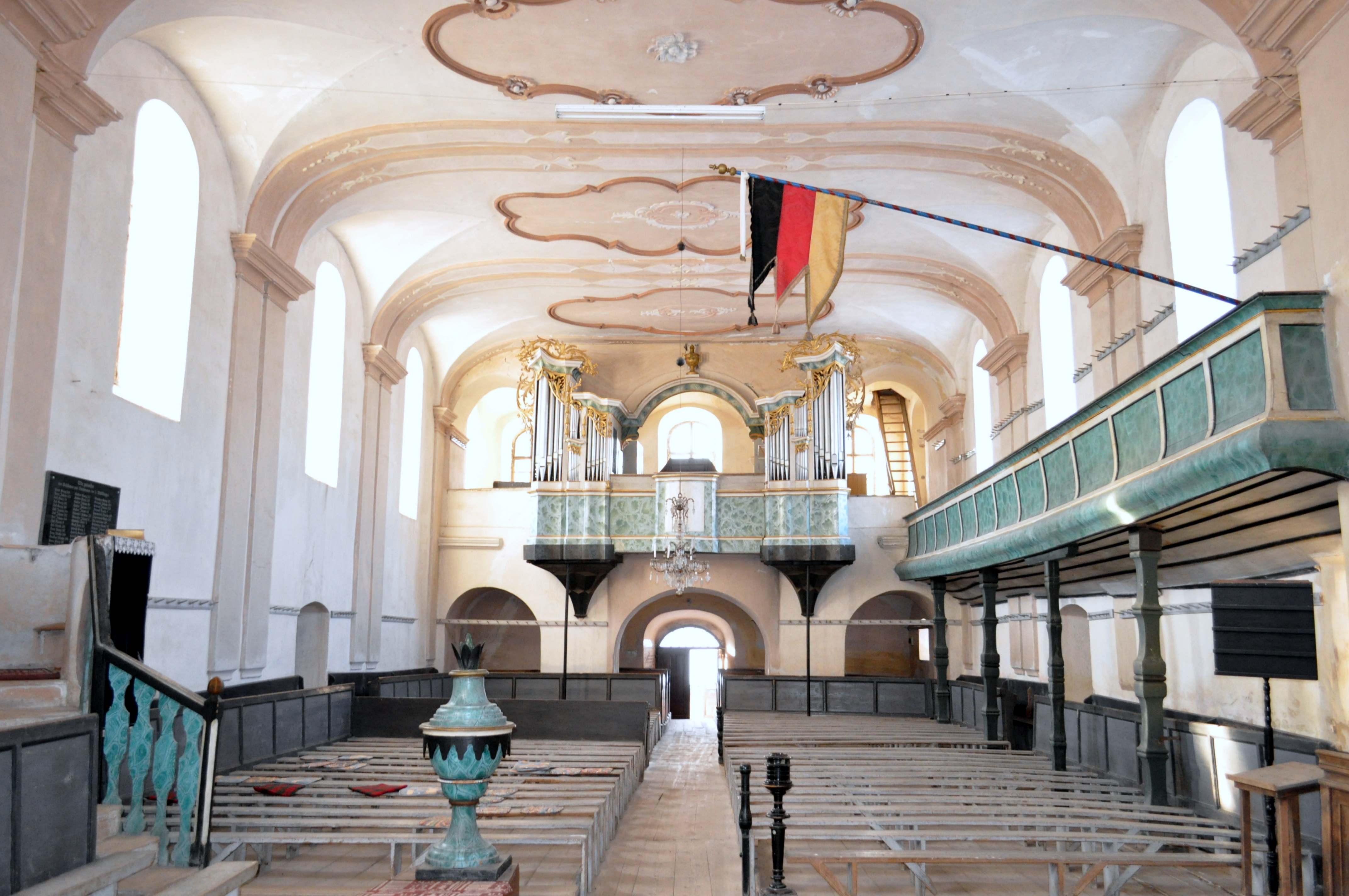
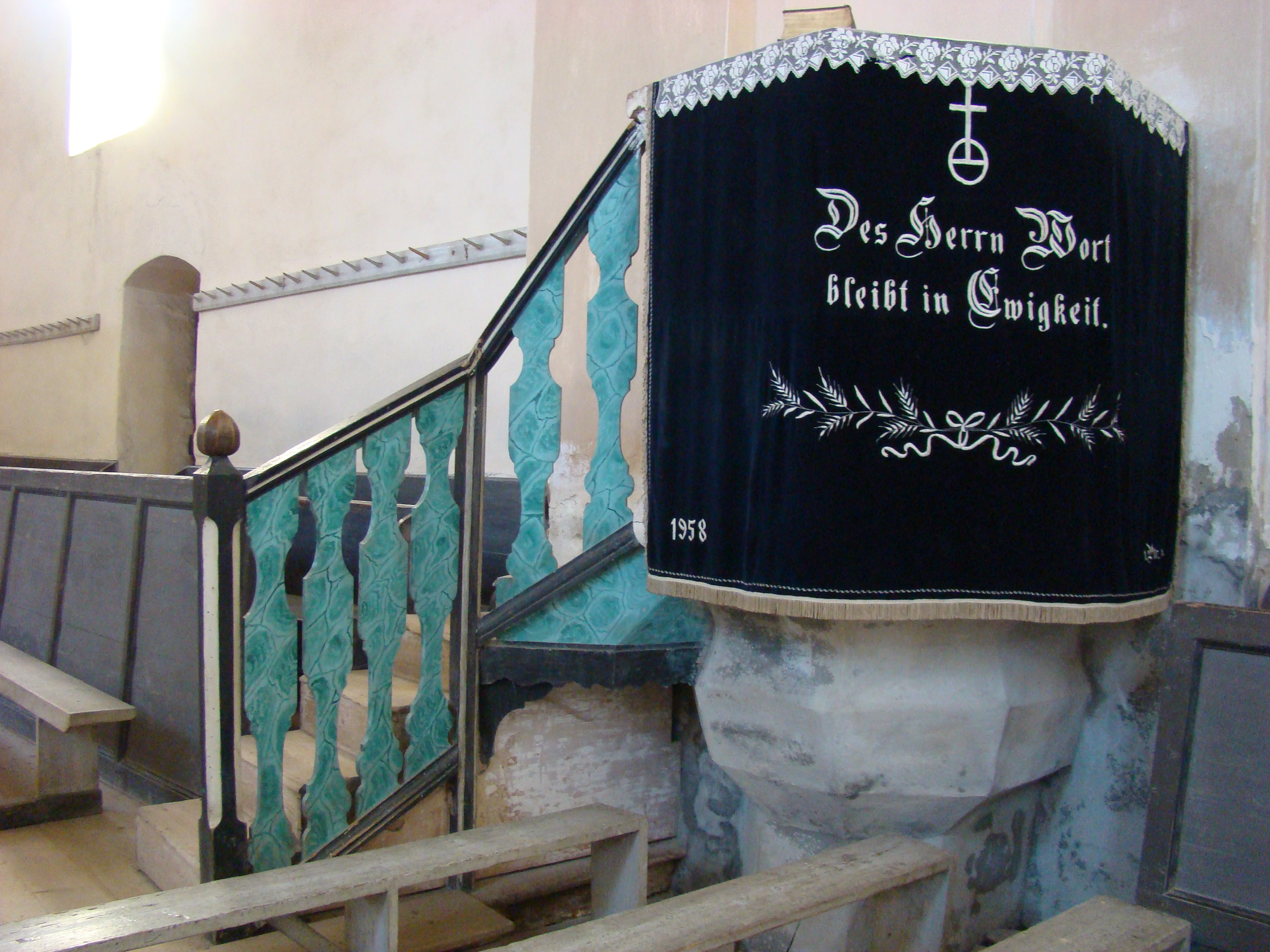
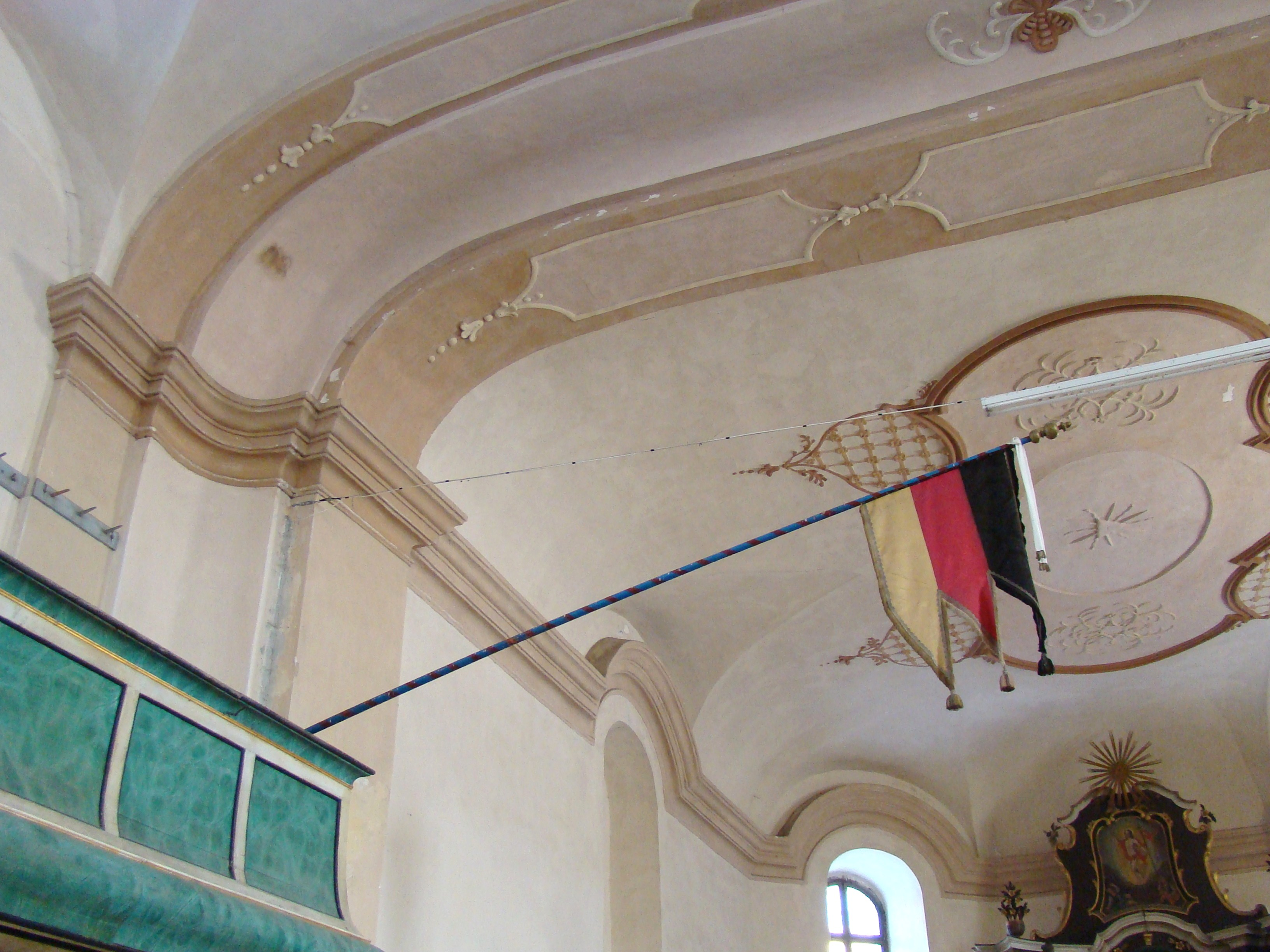
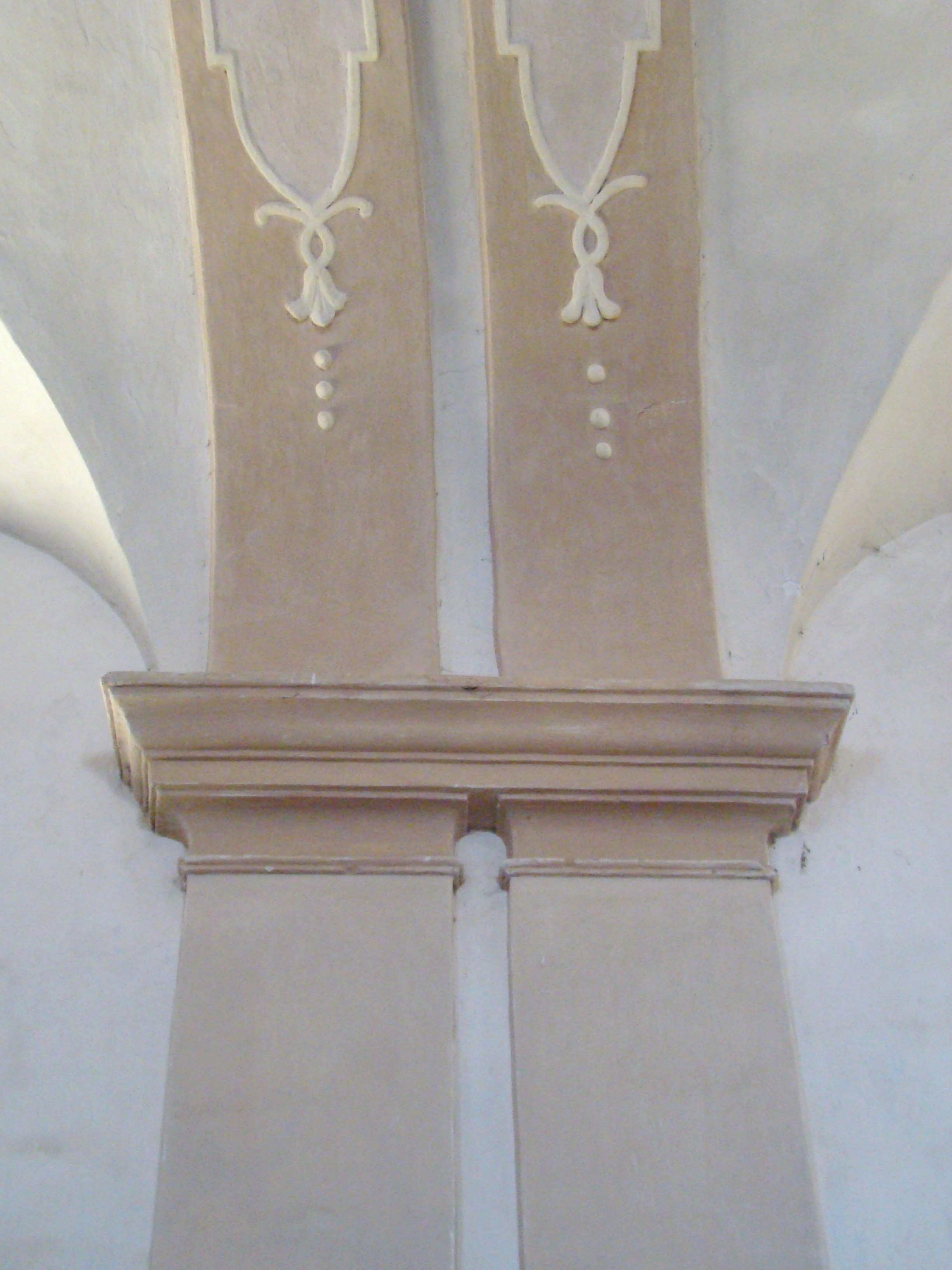
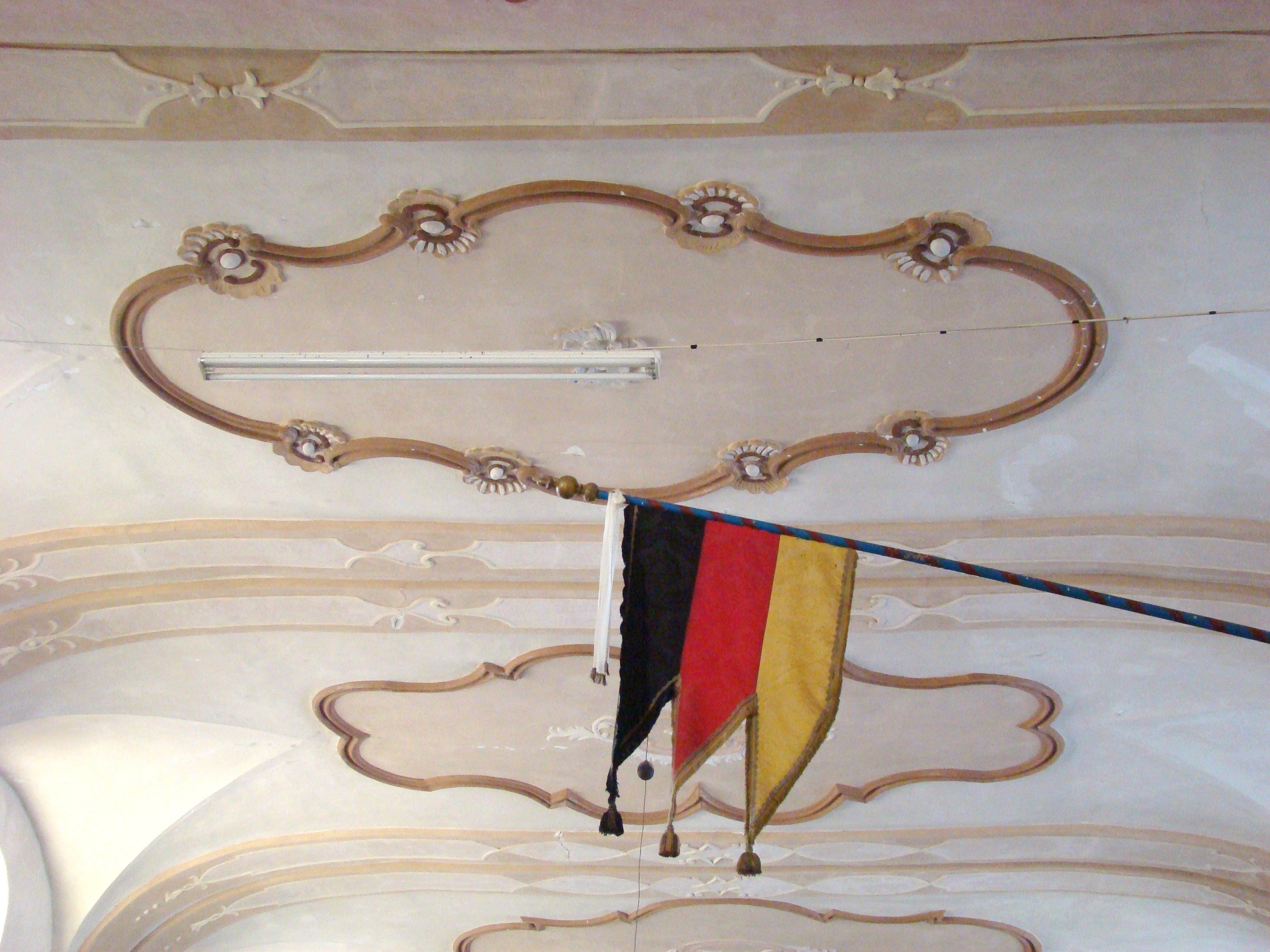
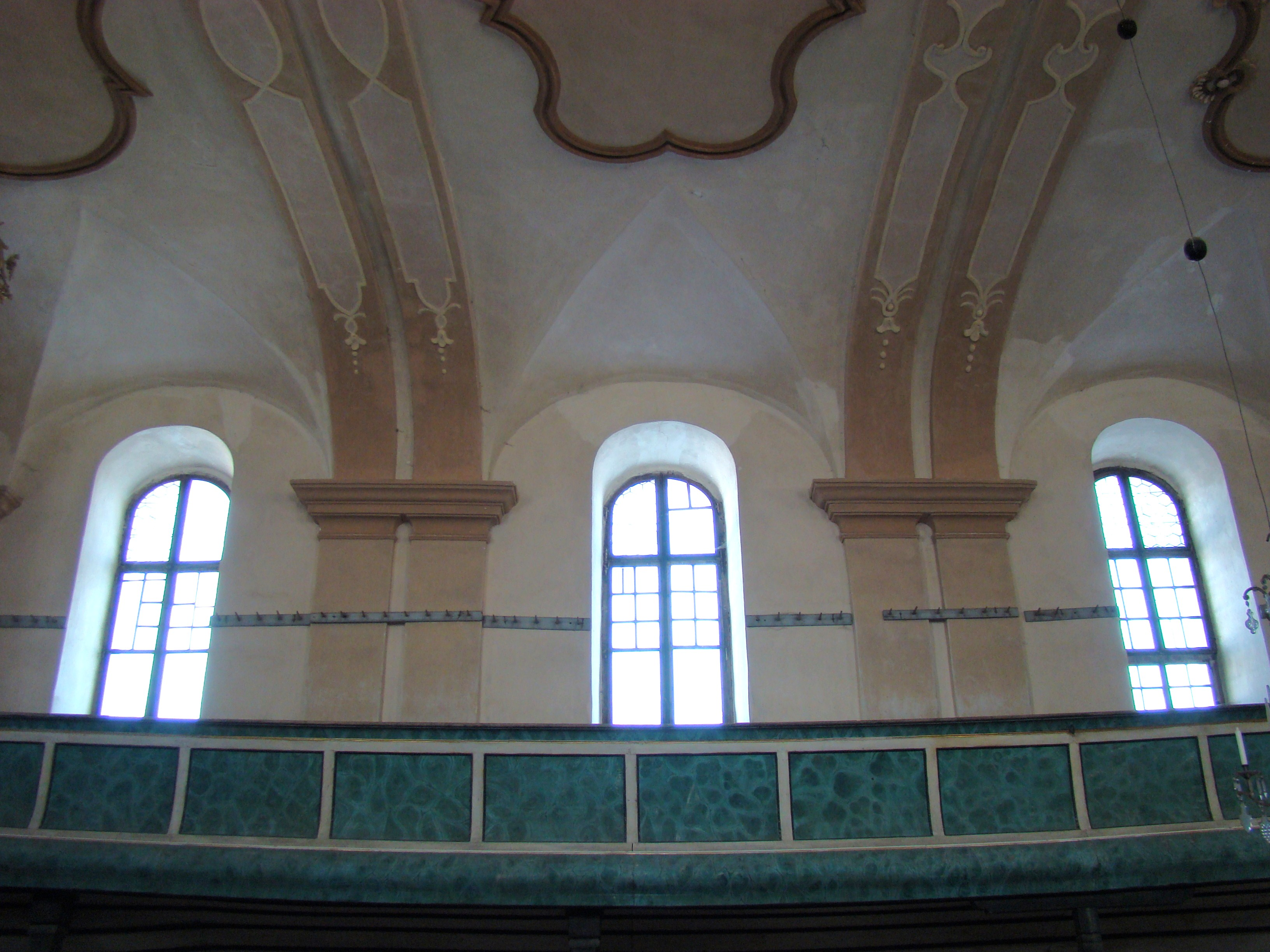
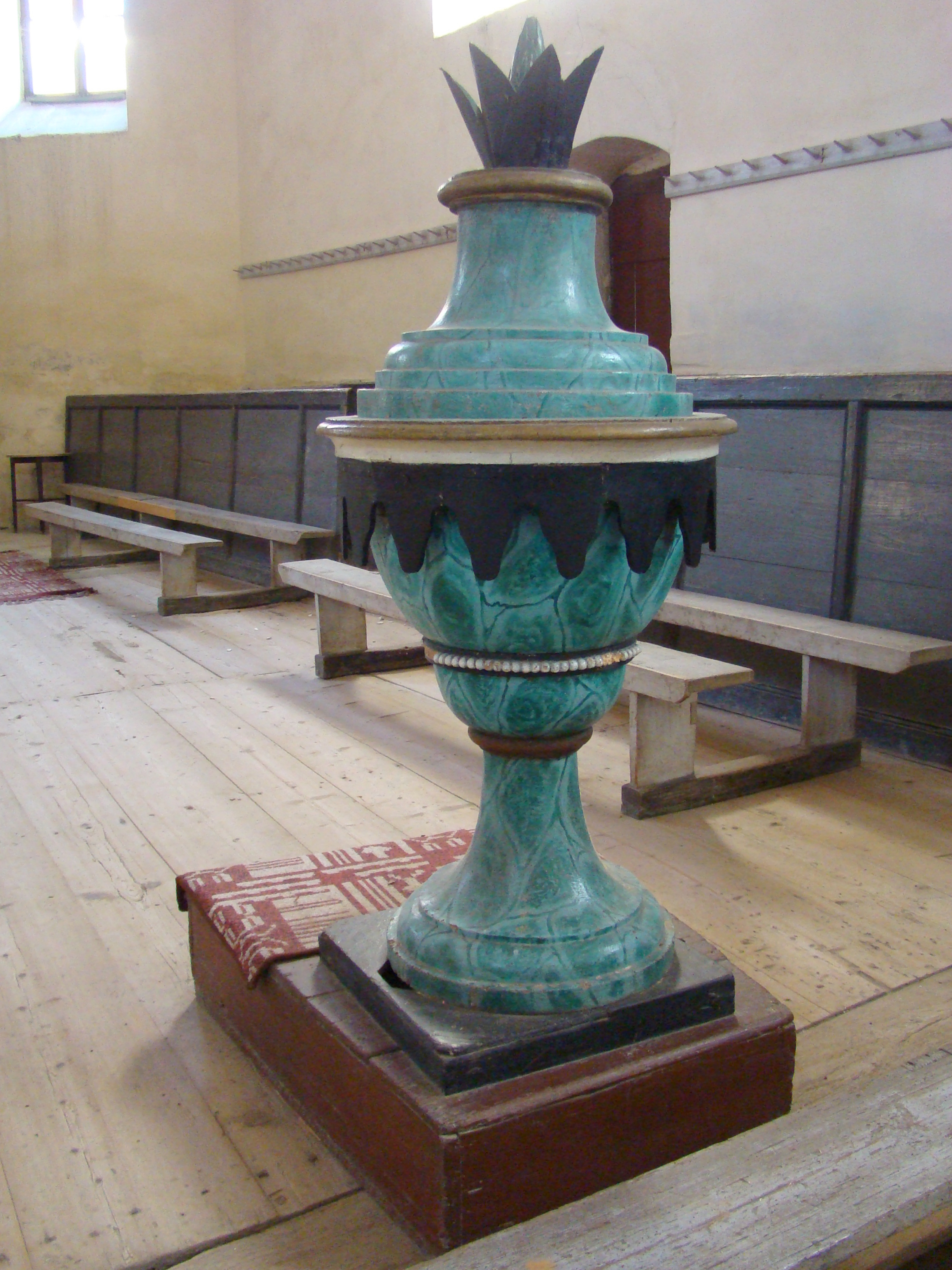
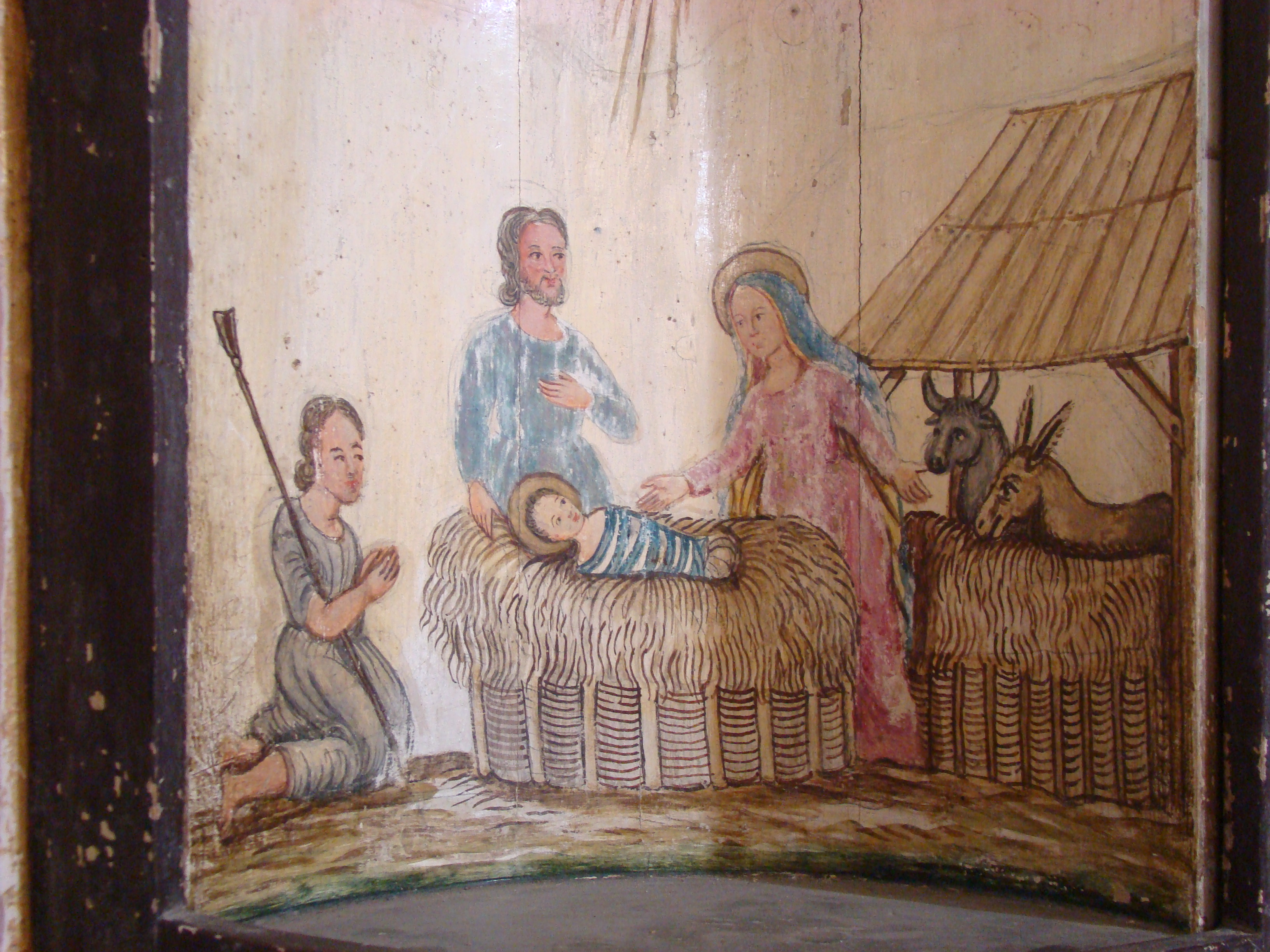
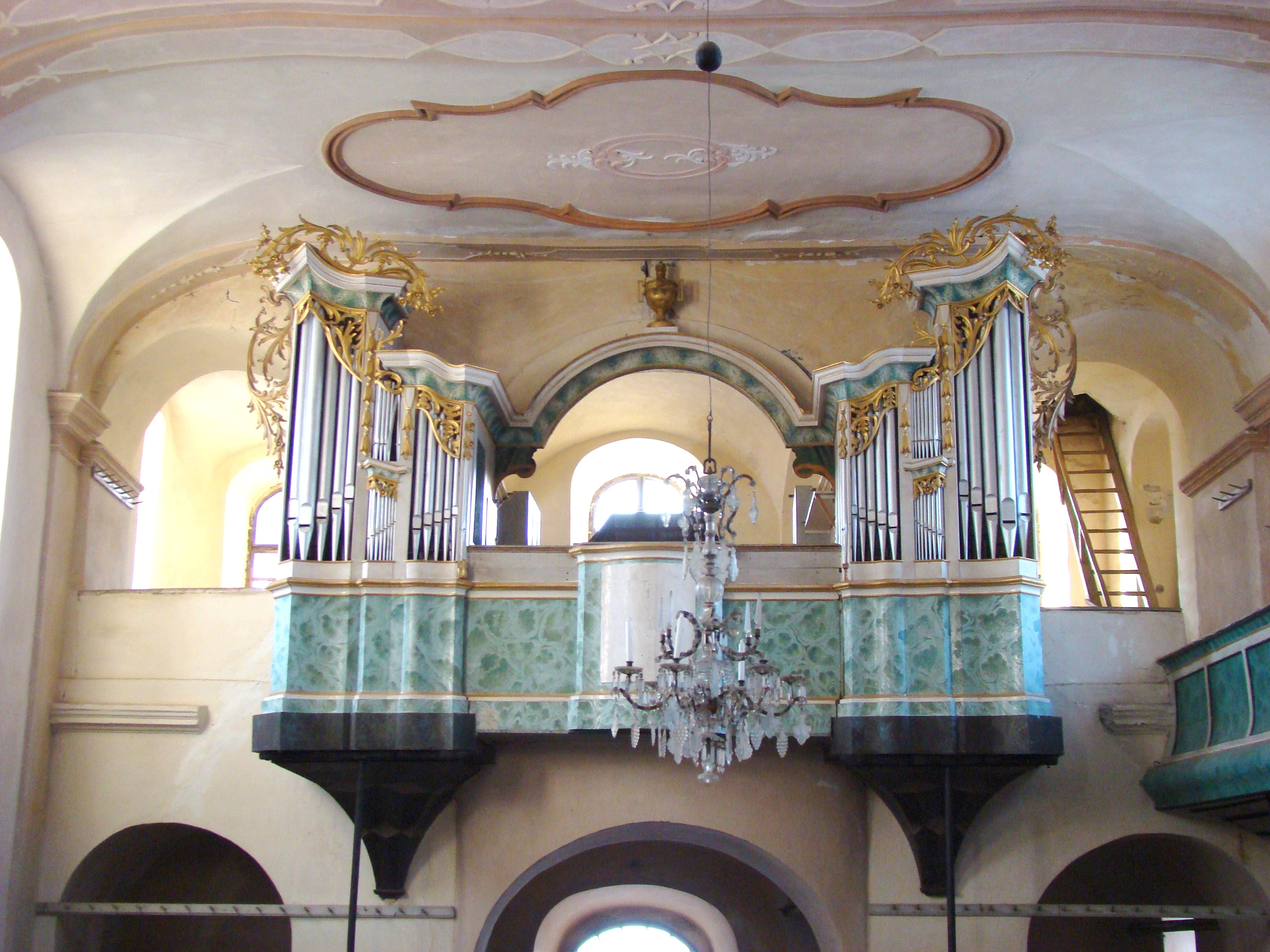
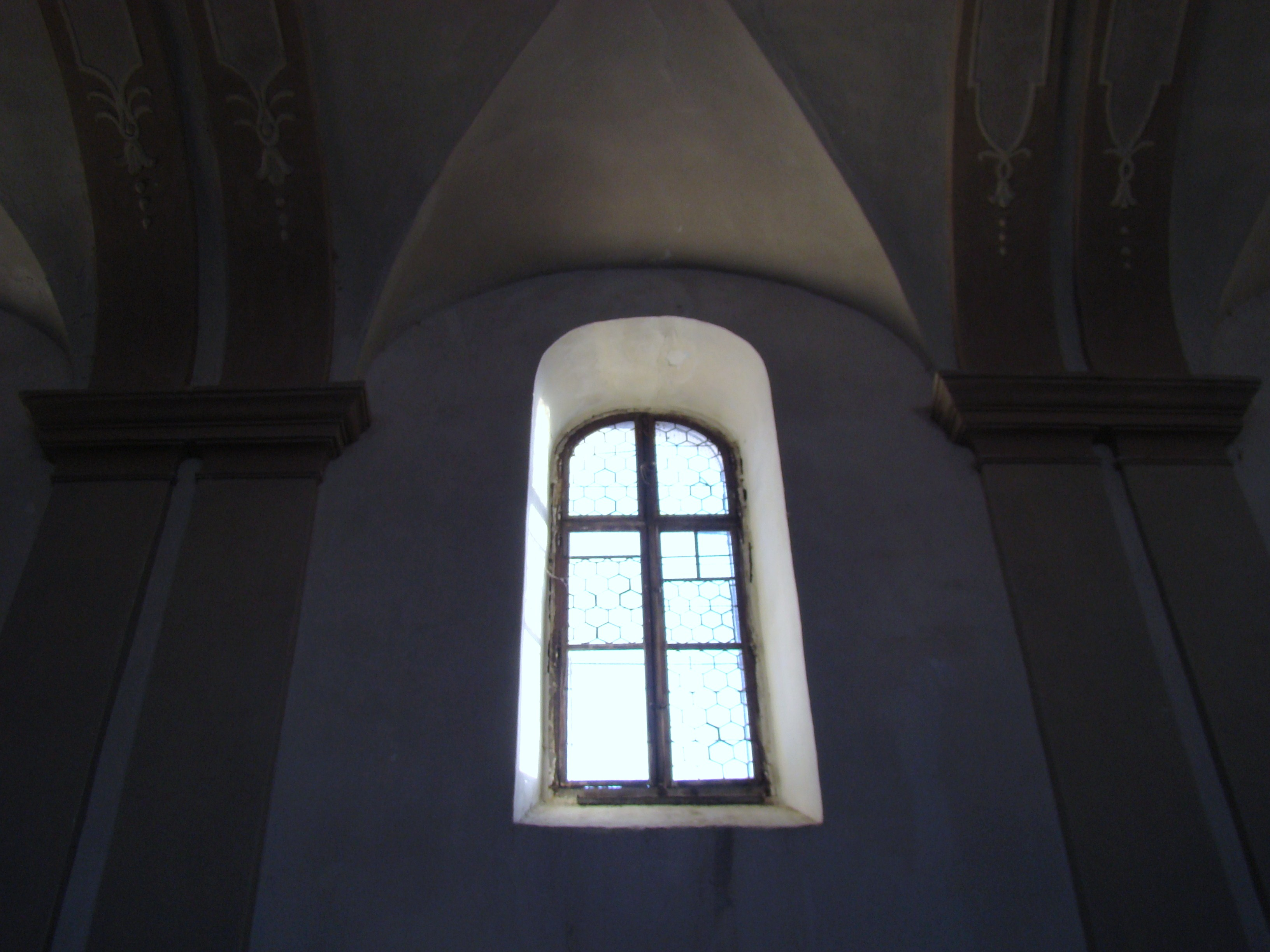
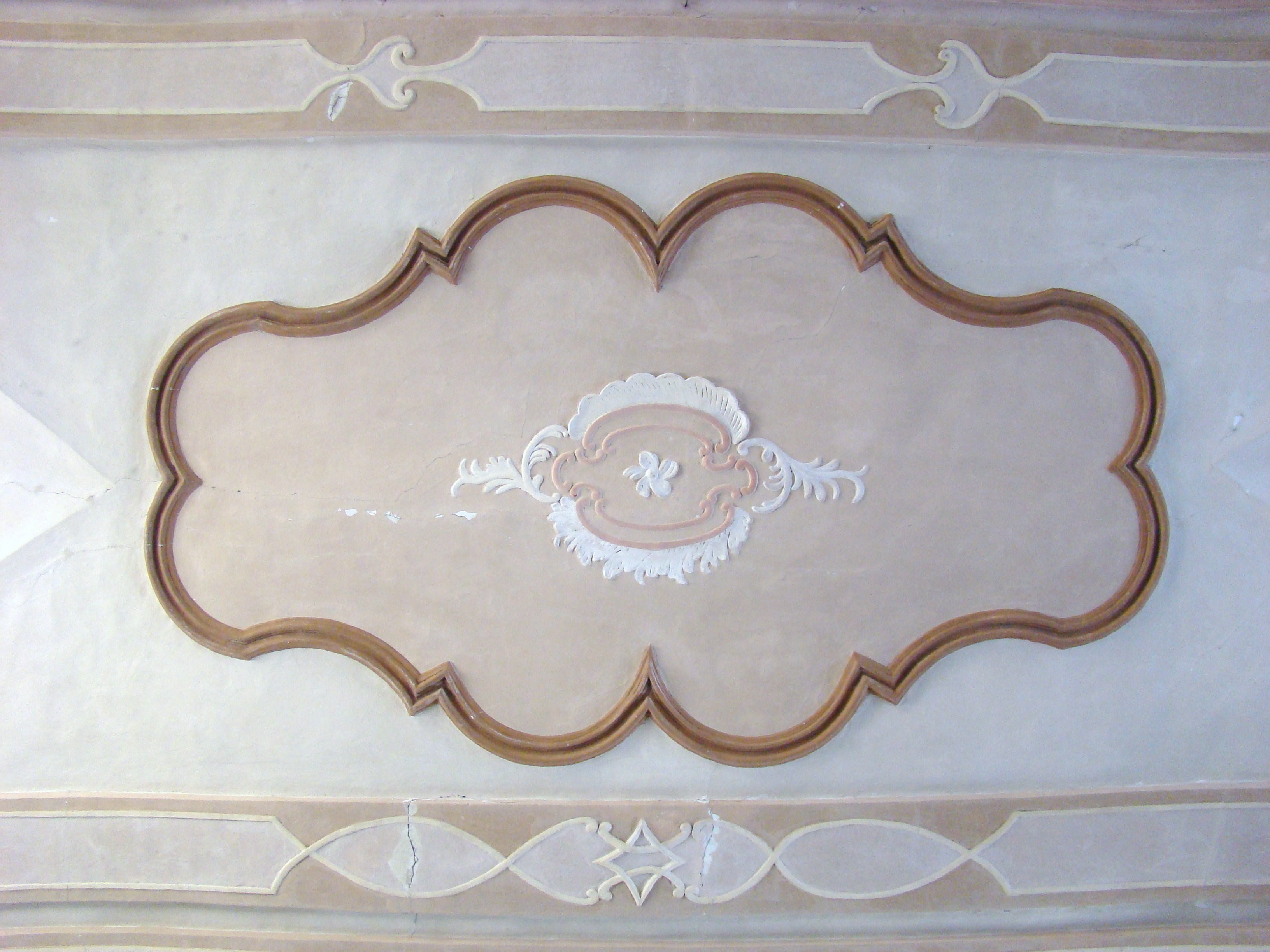
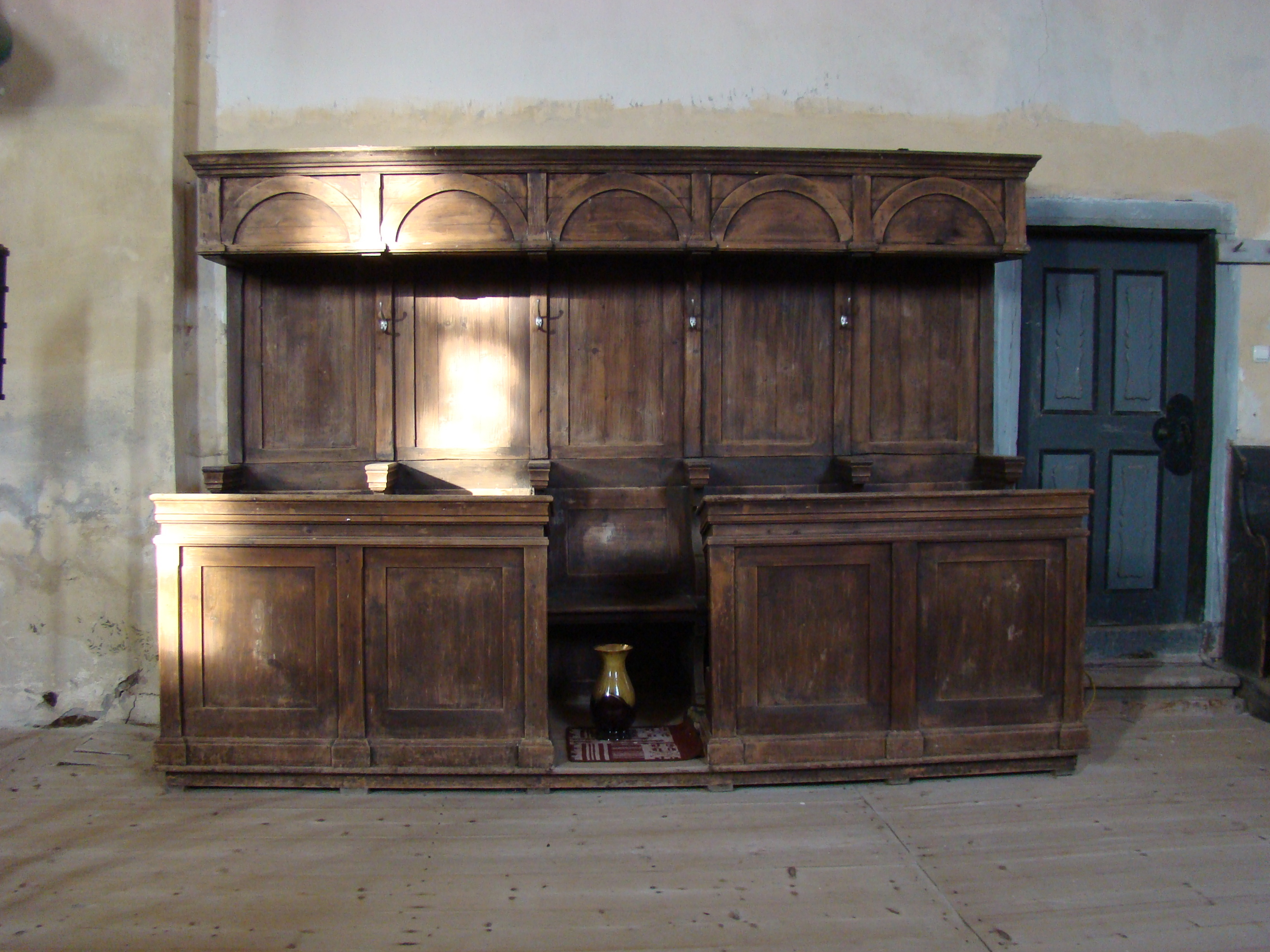
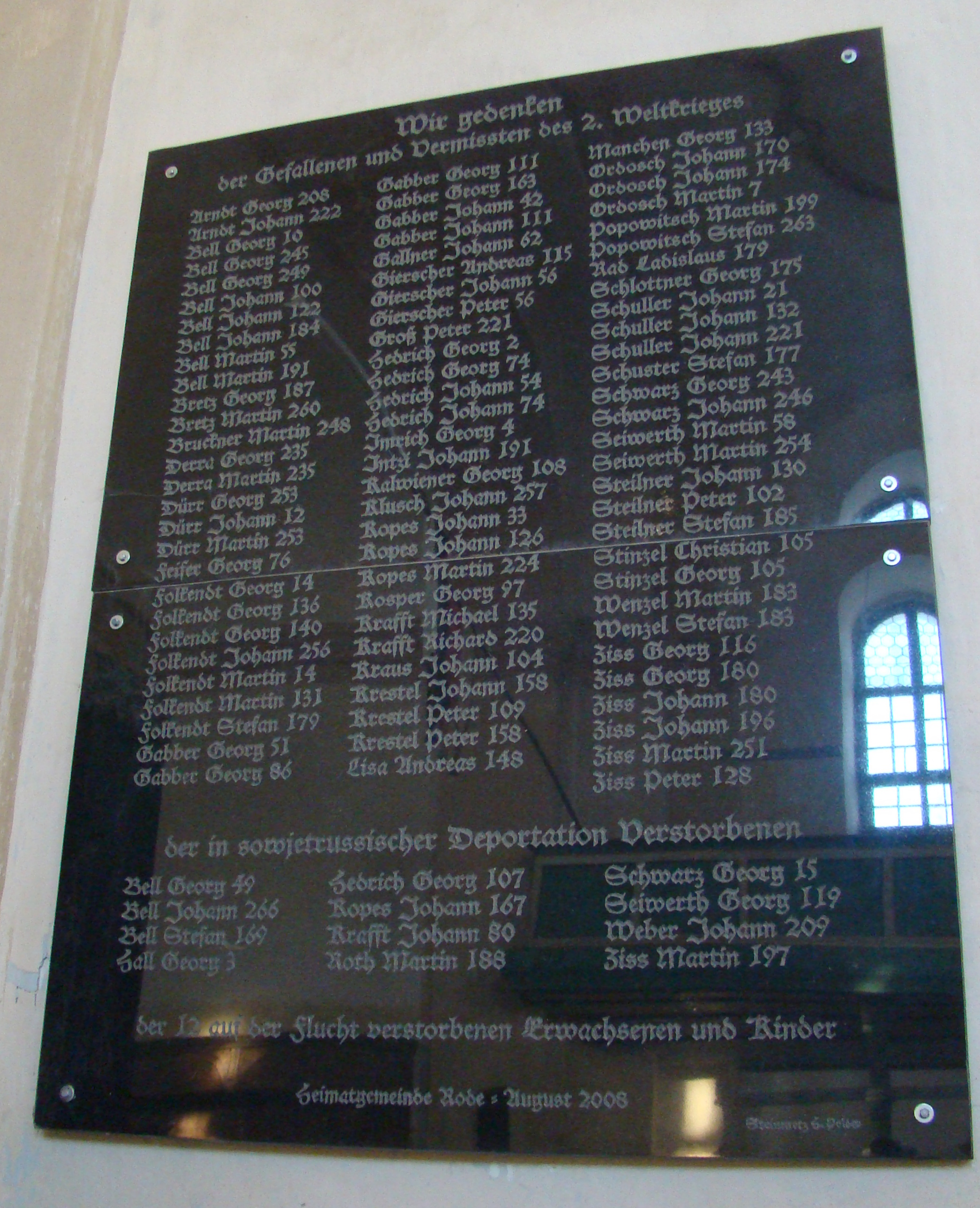
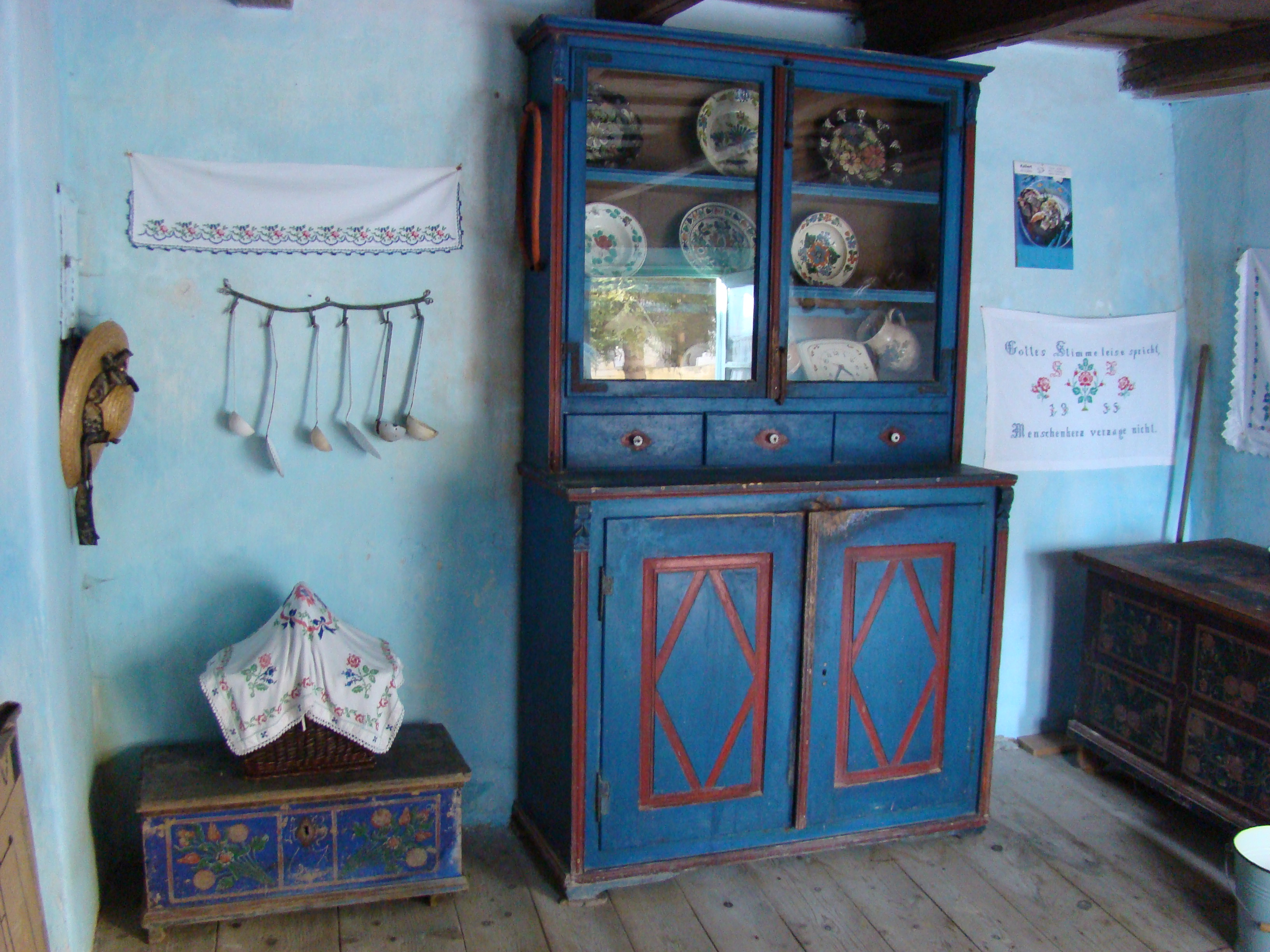
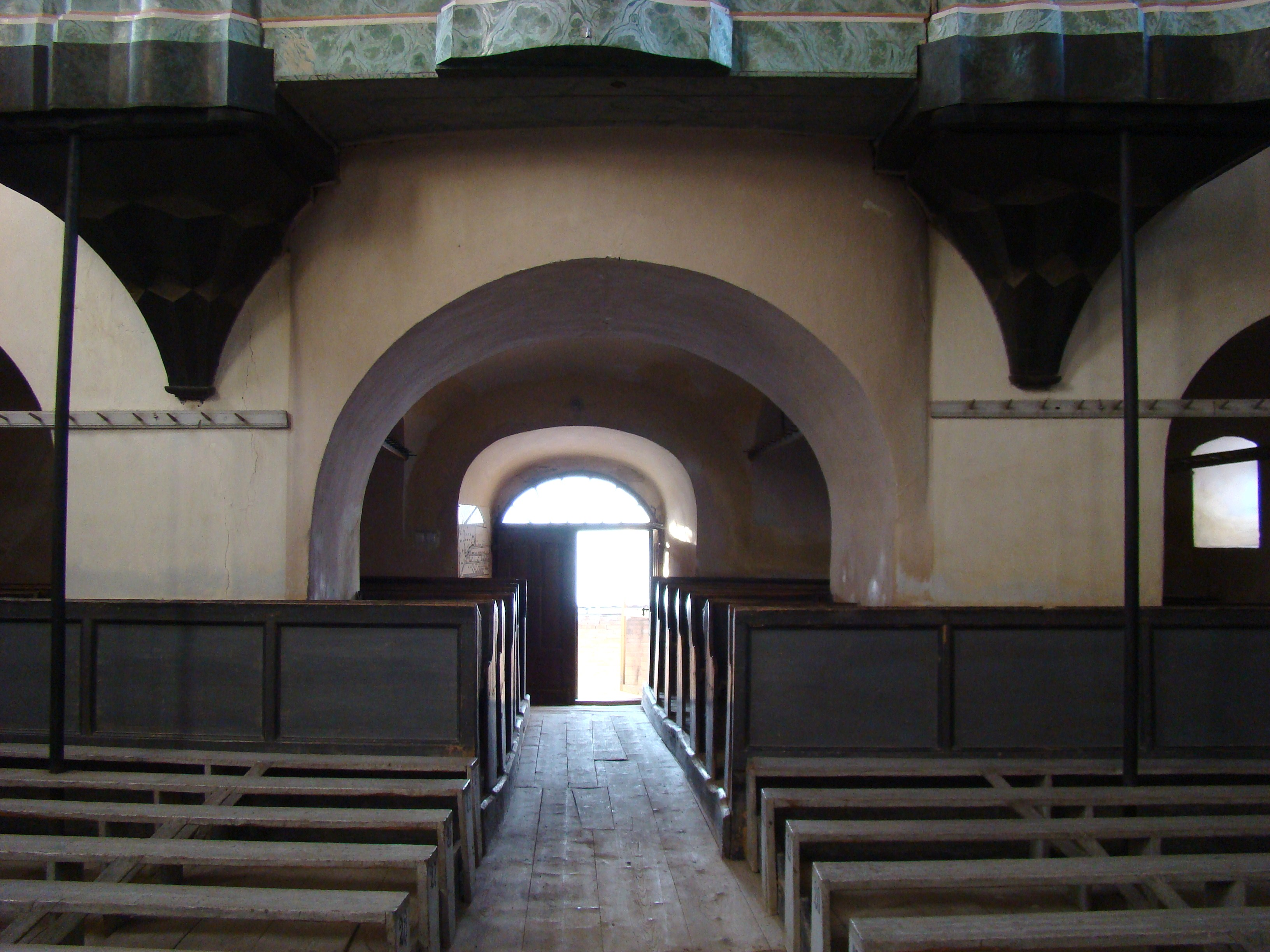